# 질량

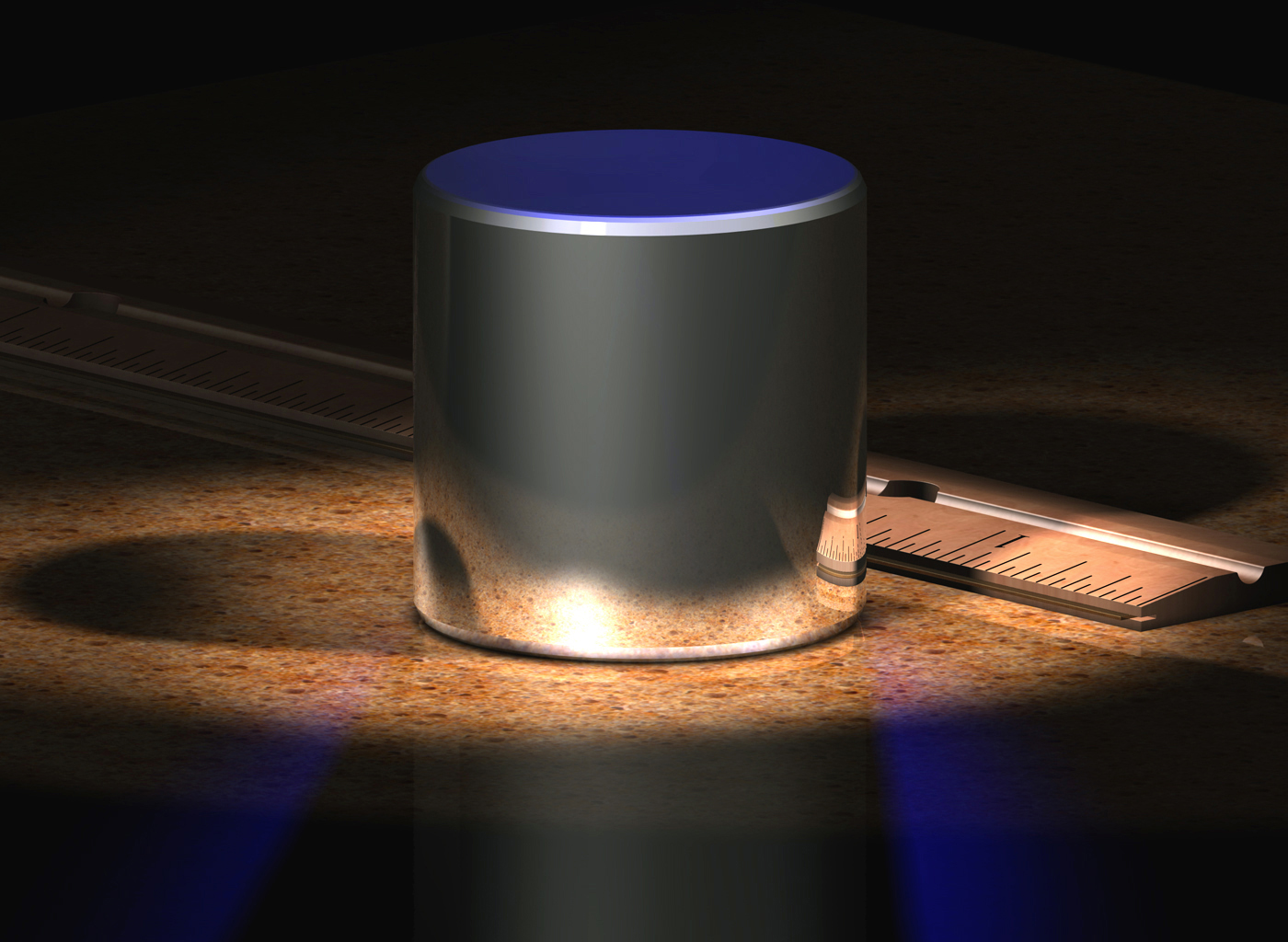
컴퓨터 그래픽으로 재현한 질량의 단위를 나타내는 국제킬로그램 원기.

질량(質量, mass)은 물리학에서 물질이 가지고 있는 고유한 양을 일컫는 말이다. 질량의 SI 단위는 킬로그램(kg)이다. 질량의 개념은 고대 그리스의 여러 철학자들의 물질이나 물질관에 대한 토론으로부터 비롯되었다. 질량은 일반적으로 다음 세 가지 방법으로 정의된다.
- 관성질량
- 능동적 중력질량
- 수동적 중력질량

관성질량은 에른스트 마흐의 방식에 따라 뉴턴의 운동법칙으로 정의된다. 뉴턴의 작용-반작용 법칙에 가속도의 법칙을 적용해 "두 물체를 작용시켰을 때, 두 물체의 가속도는 항상 반대 방향이며, 그 크기의 비는 두 물체에 고유한 양이 된다."라고 해석하고, 물체의 질량을 기준물체의 질량에 대한 배수로 정의한다. 즉 물체의 관성질량이 m이고 이 물체에 F의 힘이 작용하면, 가속도 a=F/m으로 주어진다.
맥스웰의 고전전자기학 이론에서부터 전자기적 질량과 상대론적 질량을 유도할 수 있다. 전자기적 질량에서는 전하를 띤 물체가 유전체를 통과할 때 발생하는 변위 전류에 의해 물체가 저항을 받아 물체가 질량을 가지는 것으로 인식한다. 전자기적 질량은 전자기장의 운동량 보존의 한 표현으로, 관성질량에 해당한다. 막스 아브라함은 전자의 질량을 전자기적 질량으로 표현하였다. 카우프만은 실험을 통해 전자의 질량이 온전히 전자기적 질량으로 표현됨을 보였으나 반박되었다.
상대론적 질량은 기준계의 운동과 관계없이 맥스웰 방정식이 동일한 형태로 유지되도록 로런츠 변환을 적용하는 과정에서 등장하였다. 로런츠 변환을 적용할 때 운동량 보존 법칙이 성립하려면 물체의 질량이 속도에 의존하는 값이 된다. 운동량 보존 법칙에서 유도된 상대론적 질량 또한 관성질량이다. 상대론적 질량은 물체가 기준계에 대해 불변량이 정지해 있을 때의 질량으로 나타내지며, 이를 고유 질량 또는 정지 질량이라고 한다. 전자의 비전하에 대한 실험 결과 전자기적 질량이 틀린 이론이고 상대론적 질량이 옳은 이론임이 확인되었다. 특수 상대성 이론에서 질량-에너지 동등성을 유도된다. 쌍생성, 쌍소멸의 경우와 같이 질량과 에너지는 남김없이 변환될 수 있다.
능동적 중력질량과 수동적 중력질량은 뉴턴의 중력법칙으로 질량을 정의한다. 전자는 물체가 주위에 만드는 중력장의 크기의 비로 질량을 정의하고, 후자는 중력장을 만드는 물체에서 같은 거리만큼 두 물체가 떨어져 있을 때, 두 물체에 작용하는 중력의 크기의 비로 질량을 정의한다. 즉, 지구 표면에서 지구가 물체에 작용하는 힘의 크기를 Fg, 중력가속도의 크기를 g라 하면, 물체의 수동적 중력질량은 Fg/g가 된다. 관성질량과 수동적 중력질량은 실험적으로 높은 정밀도로 확인되어 있으며, 능동적 중력질량과 수동적 중력질량의 동등성은 작용 반작용의 법칙에서 유도된다. 아인슈타인의 일반 상대성 이론에서는 관성질량과 수동적 중력질량이 같은 것으로 가정되므로 세 가지 질량의 정의가 이론적으로 동등하다.

## 어원
고대 그리스의 여러 철학자들의 물질이나 물질관에 대한 토론으로부터 비롯되었다.

## 단위

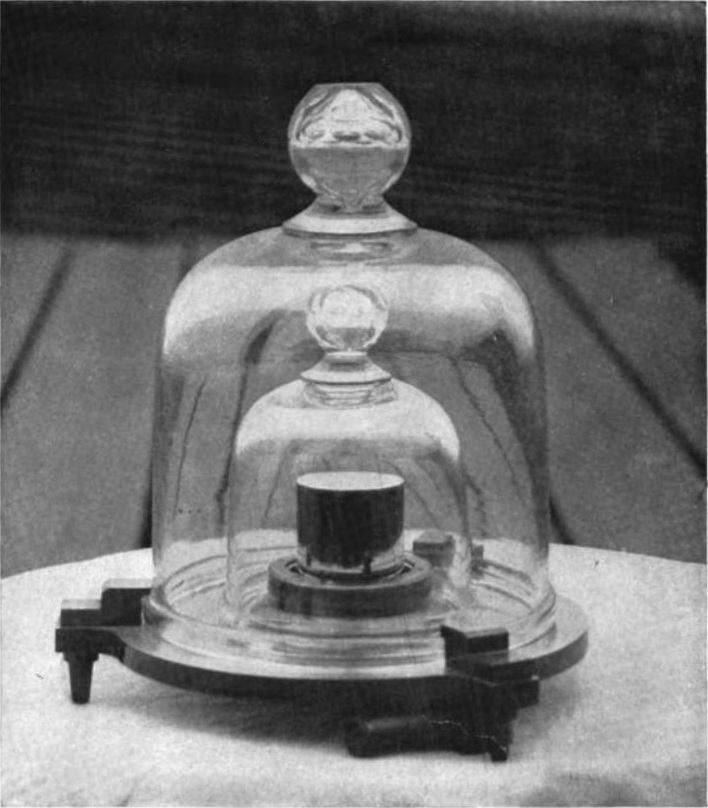
국립표준기술연구소에 보관 중인 백금(90%)과 이리듐(10%) 합금으로 이루어진 1kg 원기(原器)의 모습

현재 국제단위계(SI 단위계)에 따르면 질량은 킬로그램이라는 단위로 측정된다. 킬로그램에 대한 공식적인 정의는 다음과 같다.
- 킬로그램(kg)은 질량의 단위이다. 킬로그램은 국제킬로그램원기[참고 1]의 질량과 같다.[1](2019년까지)
- 킬로그램은 플랑크 상수 h가 6.62607015×10−34J⋅s 가 되도록 하는 질량이다.

이 정의는 1901년 제 1차 국제도량형총회(CGPM)에서 정해진 것이다. 이 정의가 있기 전까지 킬로그램은 4 °C의 물 1L의 질량이라고 정의되어 있었지만 물의 밀도의 불안정성 때문에 1889년 미터 조약에서 1kg에 해당하는 질량 원기를 만들게 되었다. 7개의 SI단위 가운데 유일하게 질량만이 인공적으로 만든 원기를 표준으로 삼아 질량의 단위를 정의하고 있었는데, 이 이유는 국제킬로그램원기를 통해 원자 하나가 측정될 때 수반되는 오차 수준의 정밀도보다 높은 정밀도로 측정하고자 하는 물체의 질량을 알 수 있기 때문이다. 또한 이 당시에는 원자질량단위가 생각되는 시대가 아니었다. 이 원기는 질량이 50㎍ 줄어서 2019년 5월 20일부터 두 번째 정의가 발효되었다.
질량의 단위는 킬로그램 외에도 여러가지가 있는데, 그중 대표적인 단위가 바로 원자질량단위이다. 원자질량단위는 1961년 IUPAC 회의에 따라 다음과 같이 정의된다.
- 원자질량단위(u)는 12-탄소의 질량을 12u로 정의함으로써 주어진다.[참고 3]

수식으로 쓰면
{\displaystyle 1\mathrm {u} =m_{\mathrm {u} }=m({}^{12}\mathrm {C} )/12\,}
이로써 주어지는 원자질량단위를 킬로그램으로 환산하면 대략 1.66×10−27kg 정도가 된다.
여기까지 언급하지 않은 질량의 단위로는 주로 영국에서 쓰는 파운드(lb), 입자물리학에서 볼 수 있는 플랑크 질량(mp), 천문학에서 볼 수 있는 태양질량 등이 있다.

## 질량에 대한 개념 요약
질량은 물체가 가지는 고유한 양이며 고유하기 때문에 질량은 변화하지 않고 보존된다. 그런데, 무게는 지구상에서는 질량과 중력가속도의 곱이므로 무게는 지구에서나 어디서나 다르다. 다시 말해 지구에서 측정한 무게가 질량과 중력가속도가 다른 달또는 화성 등에서 측정한 무게가 다른 것이다.

## 고대, 중세의 물질에 대한 개념
‘질량’의 개념이 아이작 뉴턴에 의해 처음으로 명확하게 정의되었는데, 그 바탕에는 고대 그리스로부터 시작되어 뉴턴시대까지 이어지는 물질에 대한 이해의 역사적 발전의 성과가 있었다. 고대 그리스의 아리스토텔레스가 저술한 책들 《자연학》, 《형이상학》, 《천체에 관하여》을 통해 고대인들의 물질에 대한 체계적이고 깊이있는 탐구의 시도를 볼 수 있다. 이후 위의 책들의 저술로서 파생되었던 아리스토텔레스의 물질론을 보완하기 위한 10~12세기의 이븐 시나, 이븐 루시드와 같은 이슬람의 자연철학자들의 활약이 있었다. 비슷한 시기에 중세 유럽의 신학자들은 신학에서의 중요한 문제를 아리스토텔레스의 학문과 연관짓기 위해 여러 시도를 하였다. 아리스토텔레스의 물질론에 대한 이븐 루시드의 저술은 이후 토마스 아퀴나스와 아지디우스 로마누스(Aegidius Romanus)와 같은 신학자들에게 큰 영향을 끼쳤다. 마침내 아지디우스 로마누스는 질량과 근접한 개념인 '질료량'을 명확하게 정의하였다.

### 고대의 물질의 양에 대한 측정
고대 문명에서 교역이 발달하고 상품의 무역의 규모가 확대되면서, 상품들의 양을 측정할 방법이 필요해지기 시작했다. 고대에도 역시 무게와 부피를 결정하는 방법이 있었다는 것을 아래 여러 역사적 사례를 통해 알 수 있다.

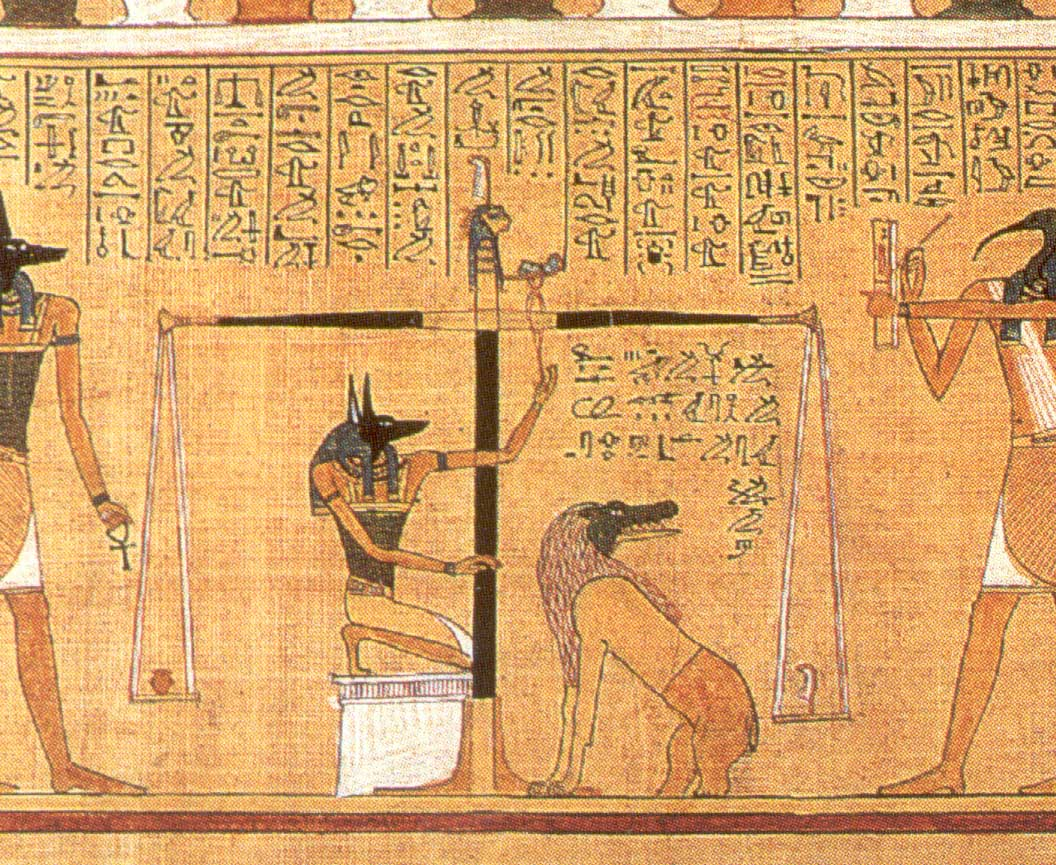
무게를 재는 아누비스, 1285 BC

오른쪽 그림을 보면 고대 이집트의 신 아누비스가 심장의 무게를 저울을 통해 재는 것을 볼 수 있다. 또한 고대 이집트의 오시리스 종교에서는 측정의 용도로 저울의 중요성을 강조했다.
성경에서도 무게를 쟀다는 기록을 찾아볼 수 있다. 창세기 제 23장 16절에서, "아브라함이 에브론의 말을 좇아 에브론이 헷 족속의 듣는데서 말한대로 상고의 통용하는 은 사백 세겔을 달아 에브론에게 주었더니"를 통해 이 부분에서는 돈의 무게를 달았던 시대를 가리킴을 알 수 있다.
흥미로운 사실은, 최초의 측정의 기준은 무게의 단위가 아니라 부피의 단위었다. 기원전 2800년경에 발견된 최초의 부피의 단위를 나타내는데 쓰였던 수메르 초기왕조시대의 라가슈에서 출토된 엔테메나라는 은제항아리는 10 실라(sila)(대략 5리터)를 정의하는 데 쓰였다. 반면에 무게의 단위는 그 당시에는 장소마다 매우 다양했다. 아시리아왕국의 살마나사(Salmanassar)5세 때 미나(mina)(대략 1킬로그램)가 공식적인 무게의 단위로 쓰인 것이 전부였다.
하지만 여기서 중요한 사실은 다른 상품의 양은 다른 단위를 통해 측정되었다는 것이다. 다시 말해서, 비록 고대부터 무게 또는 상품의 양을 비교하기 위해 저울을 이용했지만, 고대 사람들에게 있어서 무게는 현대에 우리가 이해는 것과 같이 물질의 양이나 질량에 비례하는 힘이나 다른 역학적인 개념으로 이해되지 않았다. 오히려 무게는 물체가 가지고 있는 색깔, 냄새와 같은 특성의 일종으로 이해되었다. 피에르 부트루(Pierre Boutroux)라는 학자는 이러한 현상이 바로 자유낙하는 물체에 대한 아리스토텔레스의 잘못된 결론에 기인한다고 주장했다.

### 고대의 물질에 대한 자연철학
고대 그리스의 많은 철학자들은 자연의 본성, 또는 자연의 현상에 대한 설명에 있어서 활발한 토론을 하였다. 그리스의 많은 자연철학자 중에서 아리스토텔레스는 그 중심에 서 있었다고 말할 수 있을 정도로 자연에 대해 많이 탐구하였고, 《물리학》(Physics), 《형이상학》(Metaphysics)과 같은 방대한 저서를 남겼다. 이 외에도, 이 시기에 물질의 본성에 대해서 루크레티우스, 심플리치우스와 같은 자연철학자들, 그리고 스토아 학파, 플라톤 학파, 아리스토텔레스주의자들과 같은 여러 학파들 사이에 많은 토론이 오갔다. 하지만 기록으로 남아있는 여러 고대문헌들을 통해서 고대에는 정량적인 의미로서의 ‘물질의 양’,즉 질량과 연관성을 가지는 개념은 존재하지 않았다는 결론을 내릴 수 있다. 아리스토텔레스의 물질론은 고대를 거쳐 중세까지 매우 깊은 영향을 끼쳤다. 특히 중세시대의 이슬람의 이븐 시나, 이븐 루시드와 같은 자연철학자들은 아리스토텔레스의 물질론을 보완하기 위해 여러 생각들을 내놓았다.

#### 아리스토텔레스의 물리학

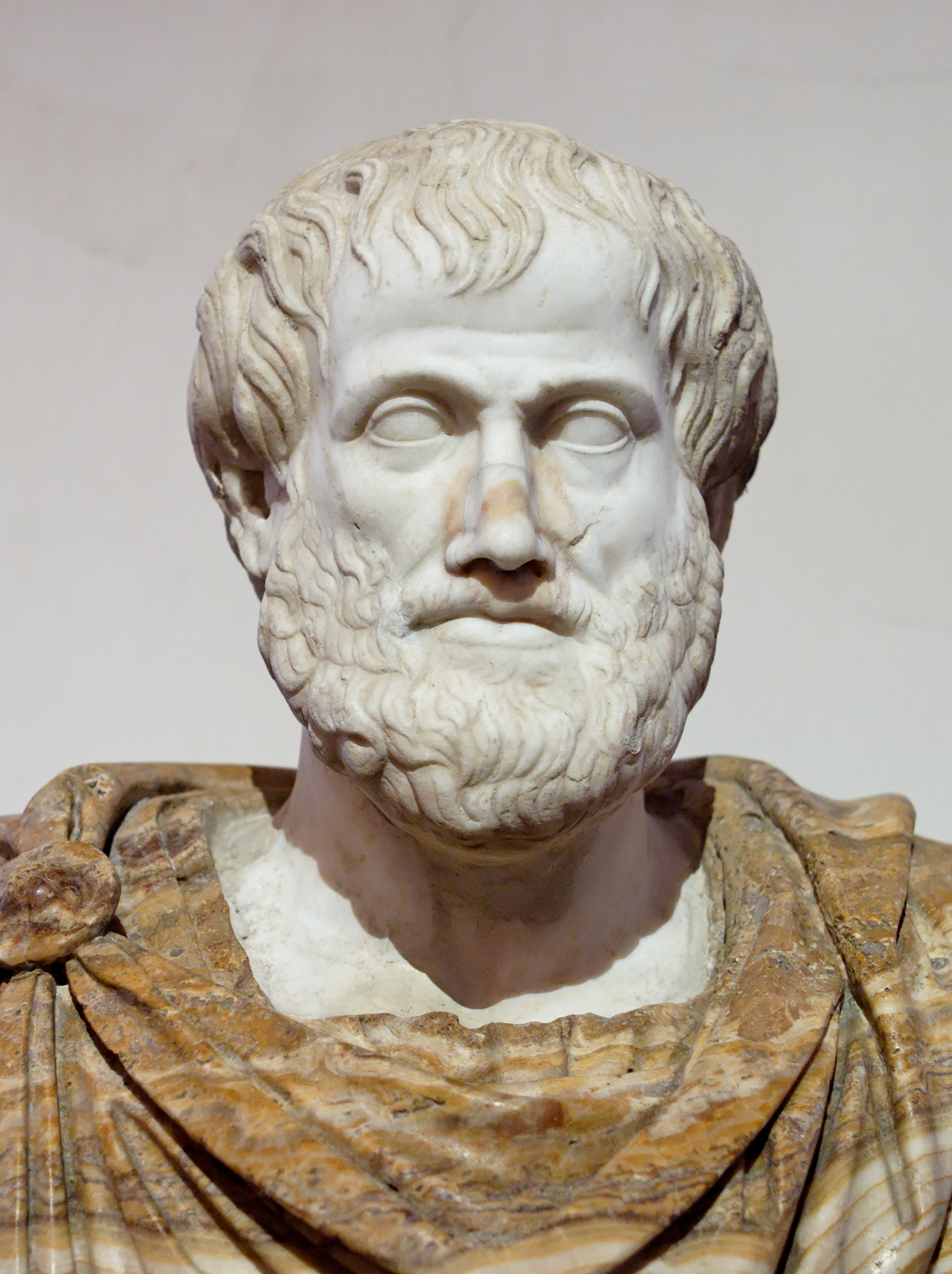
아리스토텔레스. 아리스토텔레스의 자연철학은 고대부터 중세에 이르기까지 긴 시간동안 사람들의 자연관에 큰 영향을 끼쳤다. 특히 무거운 물체가 가벼운 물체보다 빨리 떨어진다는 아리스토텔레스의 주장은 갈릴레오의 등장 전까지는 거의 반박되지 못하였다.

기원전 4세기의 그리스의 자연철학자 아리스토텔레스는 생애 동안 물리학, 형이상학, 시, 희극, 음악, 논리학, 정치학, 윤리학에 걸치는 방대한 양의 글을 남겼다. 대부분의 아리스토텔레스의 글은 서양 철학의 전반적인 형성에 큰 기여를 했다. 특히, 비록 아리스토텔레스의 물리학은 후에 아이작 뉴턴에 의한 고전역학의 등장으로 사장되었지만, 그의 물리학에 대한 글은 이후 중세를 거쳐 르네상스에 이르기까지 큰 영향을 미쳤다. 사실 그의 이론을 후세 사람들이 보완하고 수정하는 과정에서 근대적 질량의 개념이 나오게 되었다.

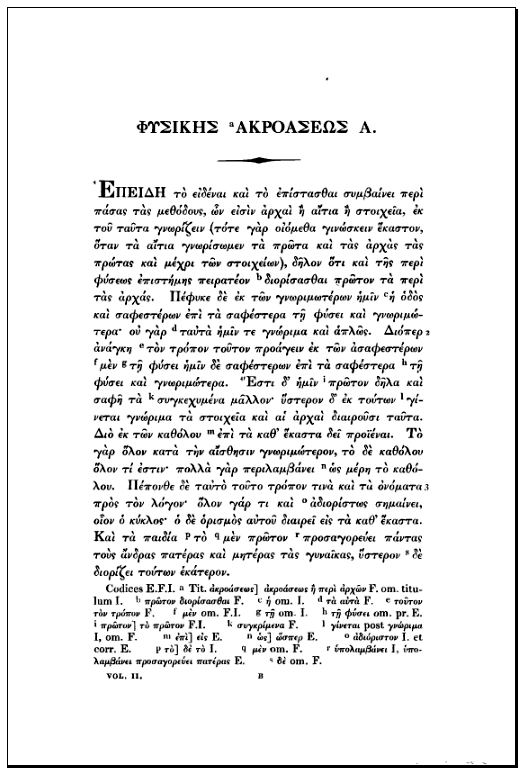
아리스토텔레스의 저서 《물리학》1837년 에디션. 이 책에 담겨있는 설명들은 이후 약 2천년간 후세 사람들의 물리적 사고방식에 큰 영향을 끼쳤다.

아리스토텔레스의 운동이론은 다음과 같이 크게 두 원리로 요약될 수 있다:
- 자발적 운동이 있을 수 없다. 즉, 움직여 주는 것이 없으면 운동도 없다.
- 운동을 두 유형으로 구분할 수 있다. 운동하는 물체가 태어난 장소로 향하는 것은 '자연운동'이며 그외의 다른 방향으로 움직이는 것은 '강제운동'이다.[10][참고 4]

자연운동의 경우에는 물체의 자연본성이 그 움직여주는 것에 해당한다. 그래서 어떤 물체가 자연운동을 수행해서 태어난 장소에 도달하면 그것의 운동은 종결된다. 중요한 부분은 강제운동을 다루는 대목인데, 강제운동의 경우에는 움직여주는것은 외부의 힘이다. 외부의 힘은 그 물체로 하여금 그 자연본성을 어기고 자신이 태어난 장소와는 다른 방향으로 움직이도록 하는데, 여기서 이 외부힘이 사라지면 운동은 중단된다. 힘만이 물체의 운동을 유일하게 결정하지는 않았다. 지상계에서의 모든 운동은 외부의 힘에 대한 저항력이 작용하게 되는데, 아리스토텔레스는 이 저항력과 외부의 힘이 운동의 빠르기를 결정할 것이라고 생각했다.
그는 이렇게 자연운동을 논의하는 가운데 《천체에 관하여》와 《물리학》에서 다른 무게를 가진 두 물체의 낙하운동에 대해 다음과 같이 설명했다:
만약 두 개의 물체가 무게 또는 가벼움을 제외한 다른 모든 특징들이 같다면, 무거운 물체가 두 물체의 무게의 비율에 따라 빠르게 움직인다.
이 문장은 보통 '무거운 물체는 더 빨리 떨어진다. 그리고 그들의 무게에 비례하여 더욱 빨리 떨어진다.'라는 말로 요약된다. 더불어, 아리스토텔레스의 생각에 따르면 물질을 구성하는 입자의 무게는 그 입자가 큰 물체를 구성하는 입자인지 작은 물체를 구성하는 입자인지에 따라 결정된다. 다시 말해서, 만약 어떤 입자가 작은 물체의 구성요소였다가 큰 물체의 구성요소가 된다면, 그 입자의 무게는 무거워진다. 이러한 생각들을 종합해 볼때, 고대에 있어서 무게는 크기성질이 아닌 세기성질에 더 가까웠다. 두 물체의 낙하운동에 대한 아리스토텔레스의 결론으로 미루어 볼 때, 현재 받아들여지고 있는 물질의 양(질량)과 무게 사이의 정비례관계와는 달리 아리스토텔레스에게 있어서 무게는 결코 물질의 양을 나타내는 척도가 될 수 없었다. 사실 애초부터 이러한 무게와 질량사이의 관계는 아리스토텔레스에서의 물질관에서는 절대 고려될 수가 없었다. 아리스토텔레스에게 있어서 불은 물질을 구성하는 하나의 원소였다. 그리고 불은 가벼운 성질을 가지는 원소였다. 여기서 아리스토텔레스가 의미하고자 했던 바는 상대적 의미에서의 가벼움이 아닌 절대적인 의미에서의 가벼움이었고, 따라서 불은 가볍기 때문에 지상계의 외곽으로 상승한다고 하였다. 곧 이것은 아리스토텔레스에게 있어서 무게(우주 중심으로 하강하려는 자연본성)를 가지지 않는 물질은 충분히 존재할 수 있었다.
자연운동으로서의 물체의 낙하운동이 아닌 외부의 요인에 의한 강제운동에 있어서도 ‘물질의 양’, 즉 질량의 개념을 찾아 보기 힘들다. 지상계에서의 모든 강제운동에서는 외부의 힘 뿐만 아니라 매질의 저항 역시 작용한다. 즉, 모든 운동은 기동력(움직여 주는 힘)과 저항에 의존한다. 강제운동에 대한 아리스토텔레스의 이러한 생각은 그의 저서 《물리학》에 다음과 같이 기술되어 있다.
 ...매질은 운동에 차이를 야기하는데 이 이유는 매질이 물체가 움직이는 것을 방해하기 때문이다...(중략)...따라서 어떠한 물체 A가 주어진다면 밀한 매질 B를 통과하는 데 C의 시간이 걸리고 소한 매질 D를 통과하는 데 E의 시간이 걸린다. 만약 B와 D의 길이가 같다면 이 거리를 지나는데 걸리는 시간은 각 매질의 밀도에 비례한다.

아리스토텔레스는 앞에서 언급한 강제운동에서의 두가지 운동의 요인인 무게와 매질의 저항을 제외하고는 다른 요인을 배제한다. 물체 자체의 내재적인 저항(관성질량)과 가속시키는 힘의 존재에 대한 부정에 대한 암시를 그의 저서 《천체에 관해서》(라틴어:De Caelo, 영문:On the heavens)에서 찾아볼 수 있다. 이러한 일련의 서술들은 아리스토텔레스의 물리학은 질량에 대한 개념이 없었다는 주장을 더욱 뒷받침해 준다.
다른 아리스토텔레스의 물리학 그 어느 곳에서도 ‘물질의 양’ 과 관련된 개념은 찾아보기 힘들다. 사실 그에게 있어서 물리학은 자연본성(physis)에 더 가까웠다. 아리스토텔레스의 글에서 '질료'(hylē, 본래 고대 그리스어에서는 목재를 의미했다)를 비롯한 여러 용어들은 사실 유기체와 유기체적 현상과의 관련성을 가지고 있었다. 유기물은 항상 변화하기 때문에 불변적인 성질들은 쉽게 찾아볼 수 없다. 이는 변하지 않는 ‘물질의 양’의 개념과는 거리가 멀었다.

#### 물질의 공간적 성질에 대한 고대의 생각들

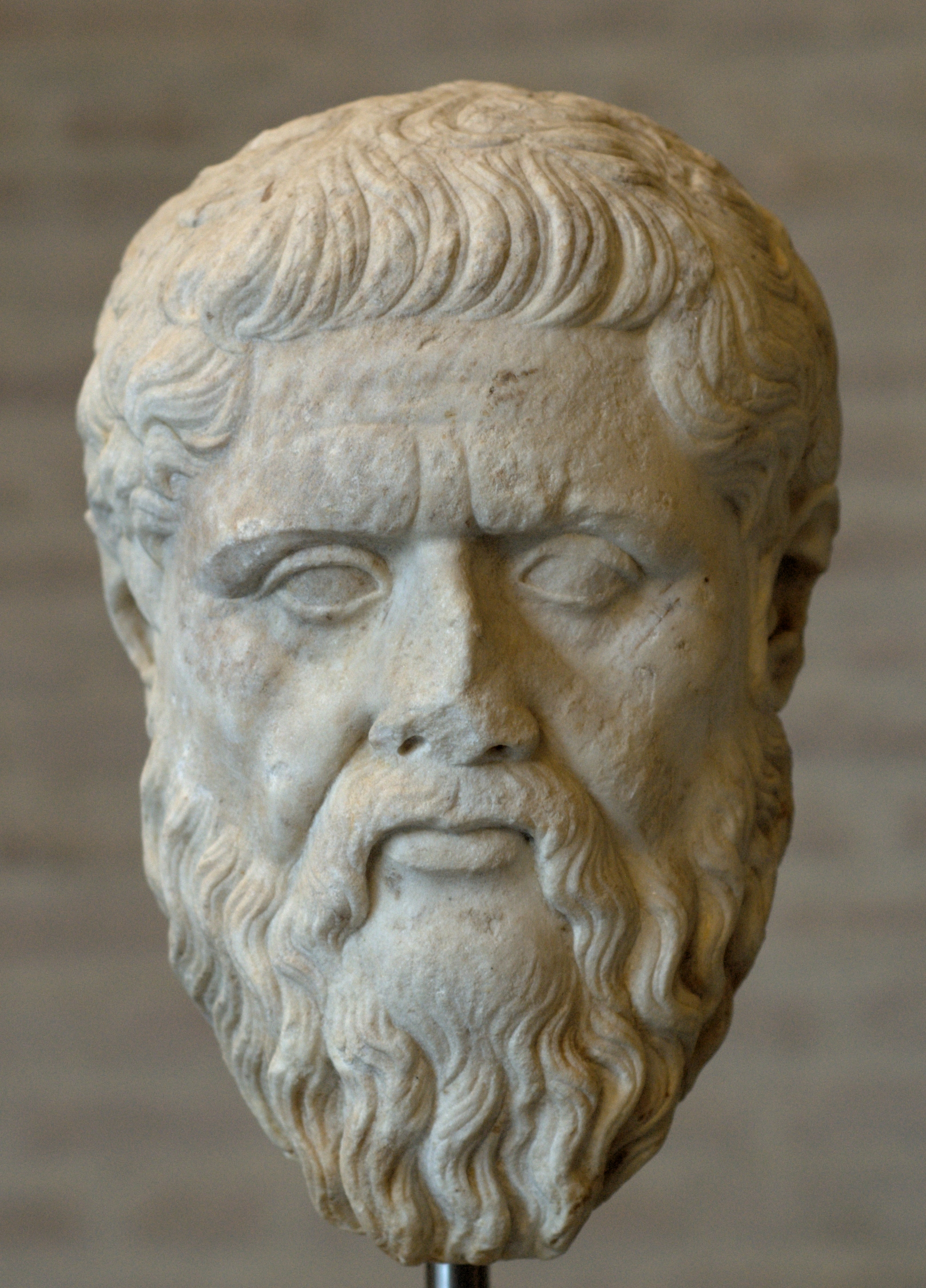
플라톤

피타고라스의 학파의 영향을 받은 고대 그리스의 철학자 플라톤과 이후 그의 철학을 따랐던 사람들은 물질의 형이상학적 본질은 공간이라고 했고, 물리학을 기하학적 관점에서 보려고 했다. 물리학을 기하학적 관점에서 보는데 토대가 되었던 생각은 기하학적 크기는 어디서나 불변이고 항상 일정하다는 사실이었다. 플라톤에게 있어서 공간은 모든 것들의 모체였고 영구적이기 때문에 기하학적 크기는 물질의 정량적인 특징을 나타내는 신빙성있는 양이 될 수 있었다.
하지만 이러한 플라톤 학파의 생각은 스토아 학파의 큰 반대에 부딪혔다. 스토아 학파는 공간과 물체의 구별을 강조했다. 스토아 학파의 주장의 핵심은 바로 물체는 단지 수학적인 공간의 크기이상의 성질을 가지는 물리적 객체라는 것이었다. 그들에 따르면, 수학적인 기하학적 객체와 물리적 객체를 구분짓는 요소는 바로 물리적인 압력에 저항하는 물체의 저항성이었다. 이 성질은 물체가 완전히 구부러지거나 모든 원소들이 섞이는 것을 막는다.
이후 2세기경 로마와 알렉산드리아에서 살았다고 보고되는 엠피리쿠스는 물체는 크기, 모양, 저항, 무게를 갖는 존재라고 말했다. 그에게 있어서 크기, 모양은 물체에게 공간적 크기를 부여하여 기하학적 객체를 획득하게 하는 요소들이고 저항과 무게는 그 기하학적 객체를 물리적 객체로 만드는 요소들이었다. 하지만, 안타깝게도 여기서의 저항과 무게가 물질의 양을 나타낼 수 있는 척도로서 이용될 수 있다는 사실은 전혀 고려되지 않았다. 고대인들에게 있어서 물질 자체는 절대 정량적인 값으로 나타낼 수 없는 것이었다. 현대의 우리들에게 있어서 크기, 모양, 저항, 무게는 모두 세기 성질과 관련지어 질량을 나타내는 척도로 이용될 수 있지만, 그 당시에 사람들에게 있어서 이러한 물체의 성질들은 물질의 양과는 거리가 먼 물체의 부수적인 형상에 불과했다.

#### 물질의 보존성에 대한 고대의 생각들

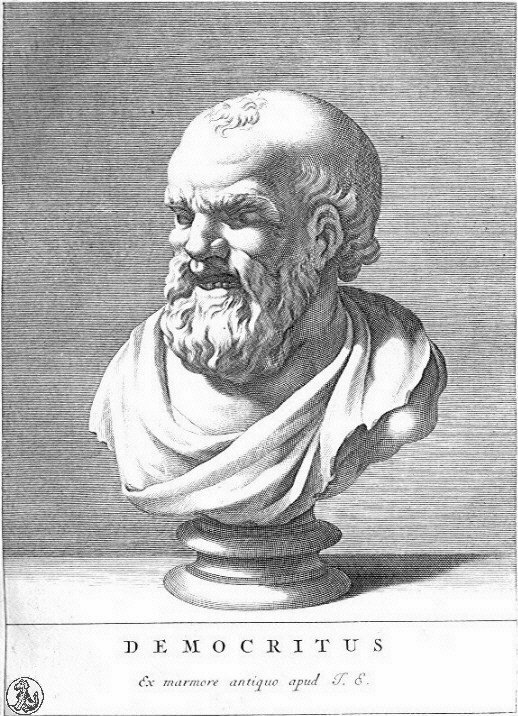
데모크리토스. 최초로 원자설을 주장하였다.

비록 고대 철학과 과학에서 ‘물질의 양’에 대한 개념의 흔적은 찾아보기 힘들지만, 그렇다고 물질이 보존된다는 생각을 고대에서 찾아볼 수 없었던 것은 아니다.
데모크리토스는 물질의 영구적, 불멸적인 성질의 개념에 대해 초석을 놓았다. 그의 형이상학에서는 다음과 같이 이를 서술하고 있다.
아무것도 무(無)에서 생겨나지 않고 아무것도 무(無)로 변하지 않는다.

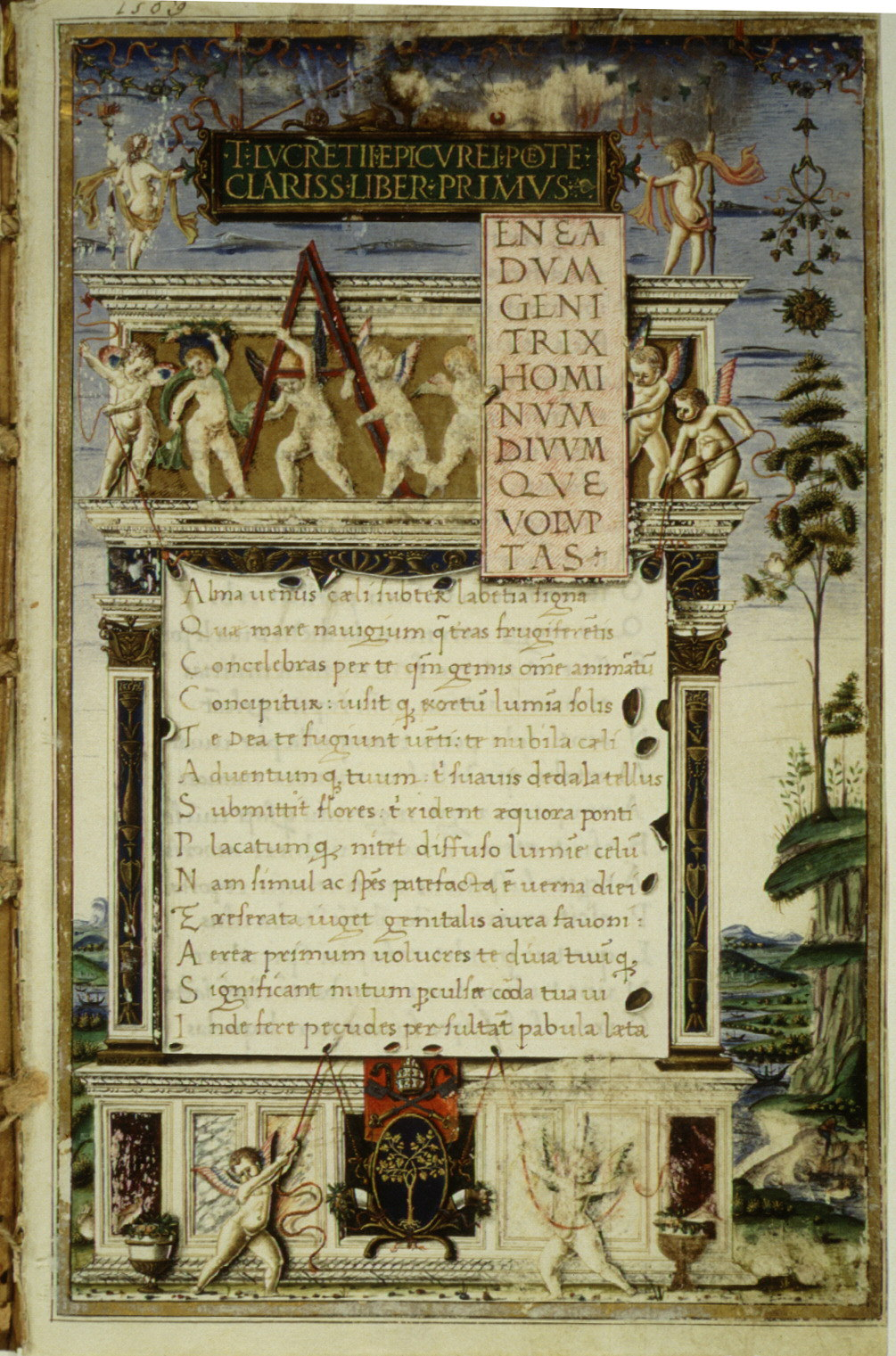
1483년 라틴어로 번역된 루크레티우스의 장편의 서사시 '만물의 본성에 관하여.'

고대 로마의 시인이자 철학자였던 루크레티우스는 《만물의 본성에 관하여》On the nature of things)라는 장편의 서사시를 남겼다. 이 서사시는 물질이 영구적으로 보존되는 성질에 대해 논하는 매우 유명하고 대표적인 시 중 하나이다. 그의 시에는 다음과 같은 말이 있다.
아무것도 초자연적인 힘에 의해 창조될 수 없다.
자연은 모든 것을 이 모든 것을 구성하는 원자로 분해하지만 절대로 그것들을 무(無)로 만들지는 않는다.

이 두 문장은 분명히 분해되지 않고 창조되지 않는 물질의 성질에 대해 거론함을 알 수 있다. 그는 이러한 생각을 기초로 하여 다음과 같이 말했다.
우리는 어떻게 같은 부피를 가진 물체들 사이에서 무게가 더 나가는 것을 찾을 수 있을까? 만약 털로된 공과 납으로 된 공이 같은 양만큼의 물질을 가지고 있다면, 그 두개가 같은 무게가 나가는 것은 자연스러운 생각이다. 왜냐하면 모든 것을 아래로 누르려는 것이 물질의 기능이기 때문이다, 반면에 무게가 없는 상태로 남아있으려 하는 것은 공간의 기능이다.

이러한 문장들은 루크레티우스는 분명 아리스토텔레스의 사고체계와는 다른 사고체계를 가졌음이 틀림없음을 증명한다. 또한, 막스 야머는 위의 문장들을 통해 루크레티우스가 물질의 양과 무게의 비례관계에 대한 생각을 분명히 가지고 있었음을 보여주기 때문에 그에게 있어서 무게는 물질의 양에 대한 척도의 기능을 했을 거라고 주장했다.

#### 아르키메데스에 대한 오해와 진실

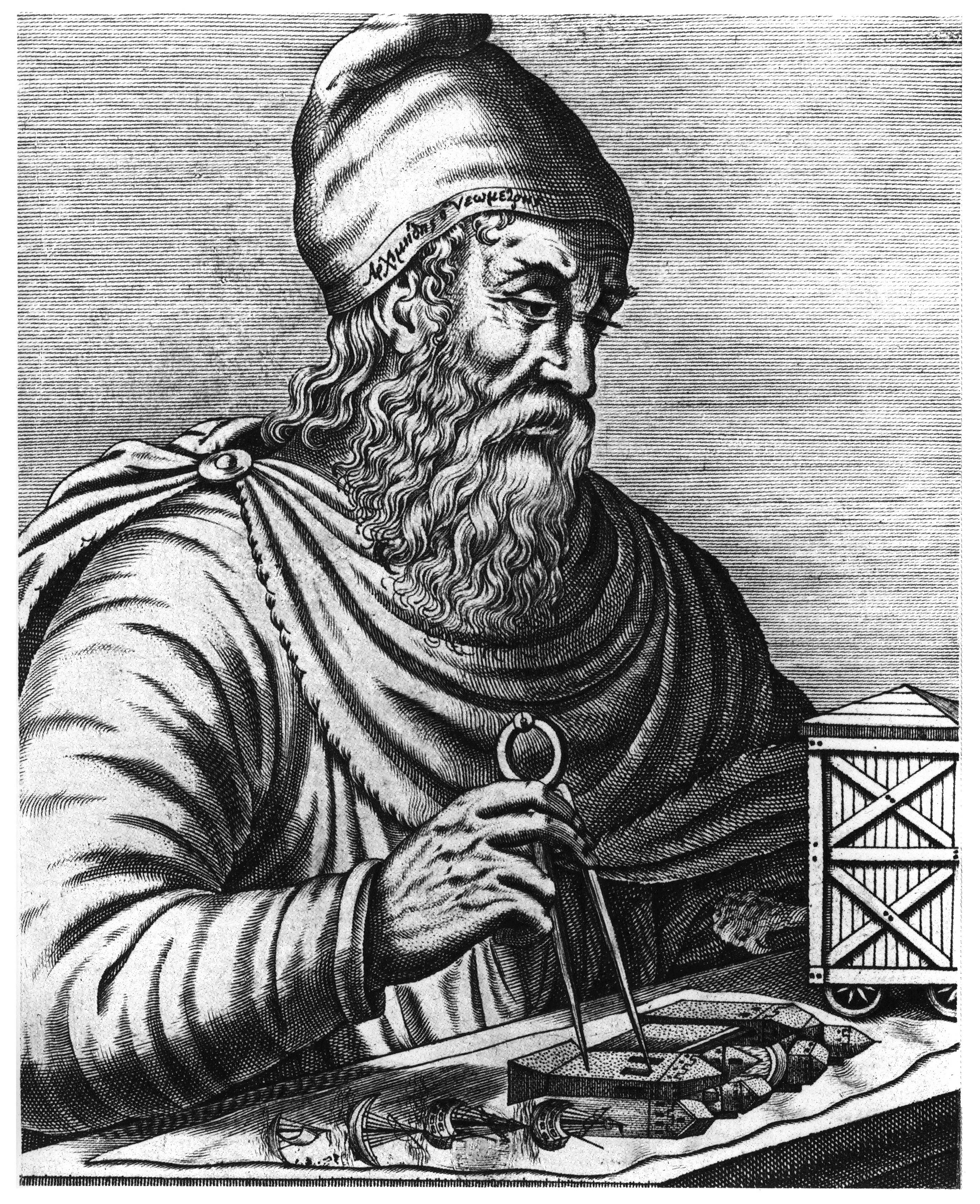
아르키메데스의 초상.

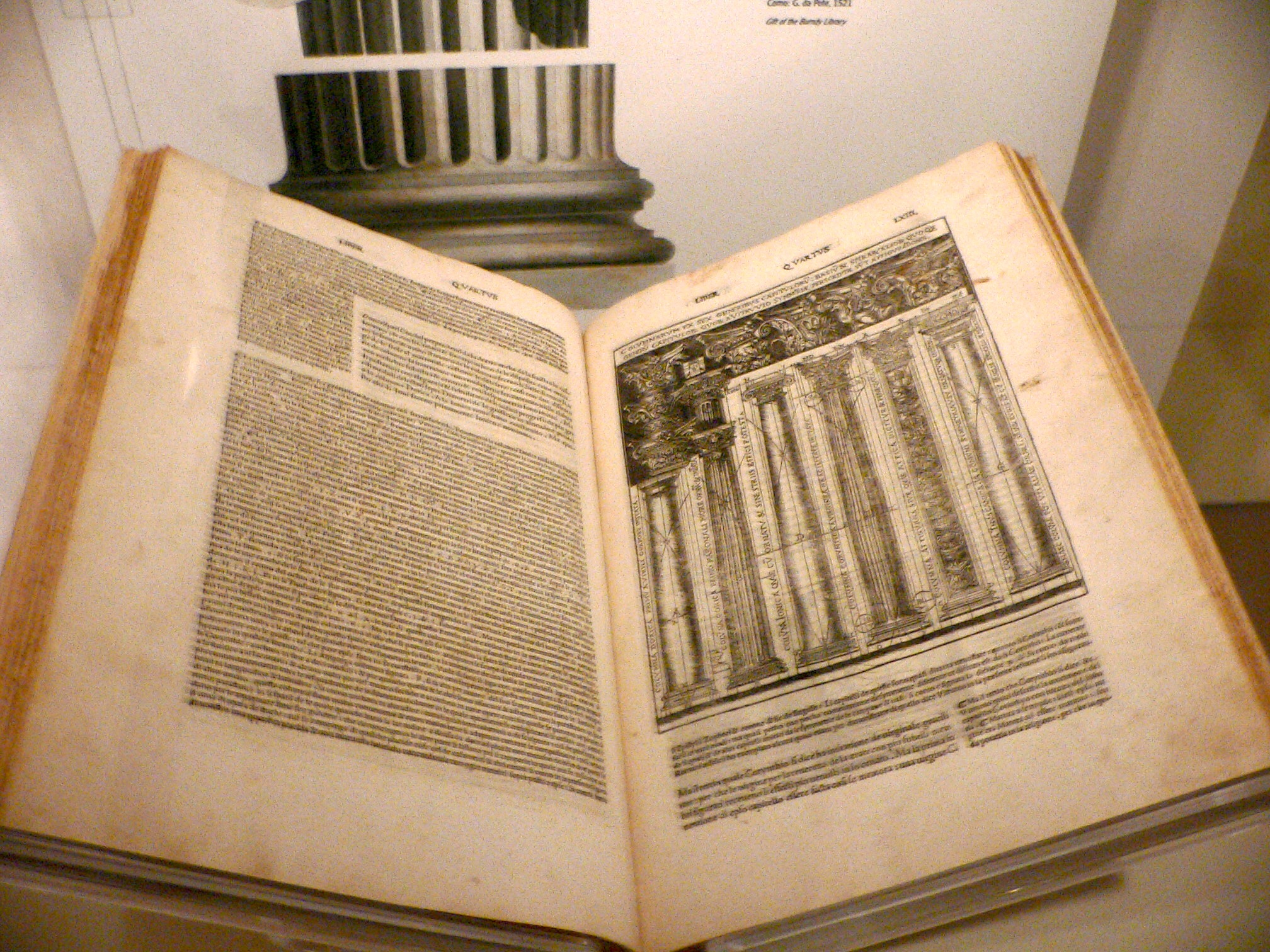
체사레 체사리에노에 의해 번역된 《건축에 대하여》(De Architectura)의 1521년 이탈리아어판. 여기에 그 유명한 아르키메데스의 일화가 실려있다.

고대 그리스의 대표적인 수학자이자 과학자로 손꼽히는 아르키메데스와 부력에 관한 일화는 대중에게 많이 알려져 있다. 히에로 2세는 아르키메데스에게 신에게 바칠 왕관이 순금으로 되어있는지 의뢰했는데, 그는 이 문제를 고민한 끝에 사람이 욕조에 들어가면 물이 차오르는 것을 보고 부력의 원리를 깨달았다고 기록되어 있다. 또한, 그가 저술한 책 《뜨는 물체에 관하여》에서는 자신이 발견한 지금 불리는 '아르키메데스의 원리'에 대해 설명한다. 이러한 일련의 아르키메데스와 부력의 원리와의 관련성 때문에 어떤 사람들은 아르키메데스가 비중과 밀도의 개념을 통해 질량의 개념에 대해 인식하고 있지 않았을까 하고 주장한다. 하지만 이러한 주장은 별로 신빙성이 없는 것으로 밝혀졌다.
종종 현대의 많은 과학서적에서는 아르키메데스가 비중과 밀도의 개념을 도입한 사람이라고 서술되어있다. 더불어, 많은 물리학의 교과서들이 역학에서의 질량의 개념을 도입하고 얼마 되지 않아 아르키메데스의 원리에 대해 서술한다. 사실, 아르키메데스의 일화의 대중화에 공헌한 비트루비우스는 기원전 15년경 쓰인 그의 유명한 저서 《건축에 대하여》(De architectura)에서 이 일화를 소개하는 글에 다음과 같이 서술했다.
...그는 왕관과 같은 무게를 가지는 두개의 질량(영어로 번역: two masses, 라틴어 원문: duas massas)을 이용한 것으로 전해진다(후략).
여기서 질량(Massa)은 이 문맥에서 덩어리(lump)를 의미하는데, 과학적인 용어의 질량으로서 해석하는 것은 아르키메데스가 질량의 개념과 연관이 있었다는 오해를 불러일으킬 수 있다. 비록 그의 유체정역학에 대한 설명에서 비중의 개념이 암시되어 있지만, 이 용어는 아르키메데스가 정의하지도 않았고 사용하지도 않았다.

### 중세의 신학적 사변
신학서에 등장하는 창조, 죽음, 그리고 성변화(聖變化, transubstantiation)와 관련된 현상을 언급하는 문구들을 이성적, 논리적으로 설명하고자 했던 중세 신학자들의 여러 시도는 물질과 질량의 개념의 형성에 큰 역할을 했다. 그러한 설명들은 물질의 생성, 소멸, 그리고 변화의 자연철학과 전적으로 형이상학적인 물질의 보존원리에 기초를 두고 있었다.

## 뉴턴 이전의 관성질량 개념의 역사적 발전

### 뷔리당의 임페투스 이론
아리스토텔레스는 물체의 운동을 자연운동과 강제운동으로 구별하여 서술한다. 하지만 그의 운동이론은 강제운동의 특수한 사례에 대한 설명을 하는 과정에서 난점에 봉착하게 된다. 그 사례는 바로 투척된 물체의 사례이다. 아리스토텔레스는 움직여 주는 요인이 없으면 운동도 있을 수 없다고 했는데, 투척된 물체의 경우 그 물체를 던지는 사람의 손(움직여 주는 요인)을 떠나는 순간 그 물체를 움직여 주는 요인은 존재하지 않게 된다. 그런데 손을 떠나도 투척된 물체의 지속되는 운동을 어떻게 설명하냐는 것이 문제였다.
이러한 난점을 해결하기 위해 제시된 설명은 움직이는 물체가 통과해 가는 매질이 운동원인으로 작용한다는 모호한 설명이었다. 다시 말하자면, 물체가 처음 움직이면서 매질을 움직이게 되고, 그 움직임 때문에 매질이 다시 물체에 운동원인으로 작용한다는 것이었다. 강제운동의 원인을 전부 외부에 의한 요인으로 설명하려는 시도는 결코 다른 학자들에게 쉽게 받아들여질 수 없었다. 사실 이러한 문제는 고대 말부터 제기되기 시작했다. 결국 이러한 강제운동의 원인을 외부의 매질에 의한 것이 아닌 비물질적 운동원인을 가정하도록 만들었다. 이러한 개념은 ‘임페투스(Impetus)’라 불리게 되었고 존 뷔리당(John Buridan)에 의해 체계적으로 정립되었다. 그는 그의 임페투스 이론을 다루는 책에서 다음과 같이 서술했다.
(물질의)양이 많을수록 물체에는 더욱 많은 물질이 있다, 그리고 그 양만큼 물체는 더욱 강한 임페투스를 수용할 수 있다. 이제 밀도가 크고 무거운 물체는 가볍고 듬성듬성한 물체와 비교했을 때 두 물체의 다른 특징은 모두 같다고 한다면 무거운 물체가 더욱 많은 제 1의 물질(prime matter)을 가지고 있다.
이 서술을 통해 임페투스는 물질의 양에 비례하는 양임을 알 수 있다. 임페투스의 속도와의 연관성 역시 찾아볼 수 있다.

임페투스 이론에 의해 그려지는 세 단계의 궤적

기동자(mover)가 어떤 물체를 운동상태에 놓이게 할 때 그 사람은 특정한 임페투스를 그 물체에 가한다. 여기서 이 임페투스는 그 사람이 그 물체를 위로든, 아래로든, 옆으로든, 혹은 원형의 궤적으로든 움직이게 하려는 방향. 그 가해진 임페투스는 속도와 같은 비율로 증가한다. 이 임페투스가 있기 때문에 기동자가 그 물체를 움직이는 것을 멈춘 후에도 물체가 계속 운동을 하는 것이다. 하지만 운동의 반대방향으로 작용하는 이 추동력에 의해 유발되는 공기저항(그리고 그 돌의 중력) 때문에 임페투스는 시간이 지남에 따라 약해진다. 그래서 돌의 운동은 점점 느려진다, 그리고 결국 임페투스는 사라지고 돌의 중력이 우세하게 된다. 따라서 돌은 자연운동을 하게 되어 아래로 떨어진다.
위의 두 서술을 종합해 볼 때, 임페투스는 아래와 같은 간단한 수식적 관계로 환원시킬 수 있다.
{\displaystyle {\text{impetus}}~\propto ~{\text{velocity}}\times {\text{quantity of matter}}}
이 관계식은 고전역학에서의 운동량 개념과 일부 유사성을 띠고 있다. 더불어, 뷔리당과 그의 학파는 물체 속에 있는 물질의 양이 기동력에 저항하는 저항력을 결정한다고 생각했다. 이러한 일련의 고전역학과 임페투스 이론간의 유사성 때문에 오늘날의 역사가들은 뷔리당의 임페투스 이론을 근현대 역학의 발전의 중요한 단계로 평가하기 위해 노력해왔다. 하지만, 언제까지나 임페투스는 아리스토텔레스의 운동이론의 필요성에서 나온 것이고 뷔리당 역시 아리스토텔레스주의의 개념틀을 벗어나지는 못했다. 즉, 임페투스는 운동량이 아니고 여기서의 저항은 절대 관성이 아니다.
뷔리당 이외에도 색소니의 앨버트(Albert of Saxony)와 니콜 오렘의 저술에서 역시 물질의 양과 임페투스 이론과의 연관성을 찾아볼 수 있다.

### 갈릴레오

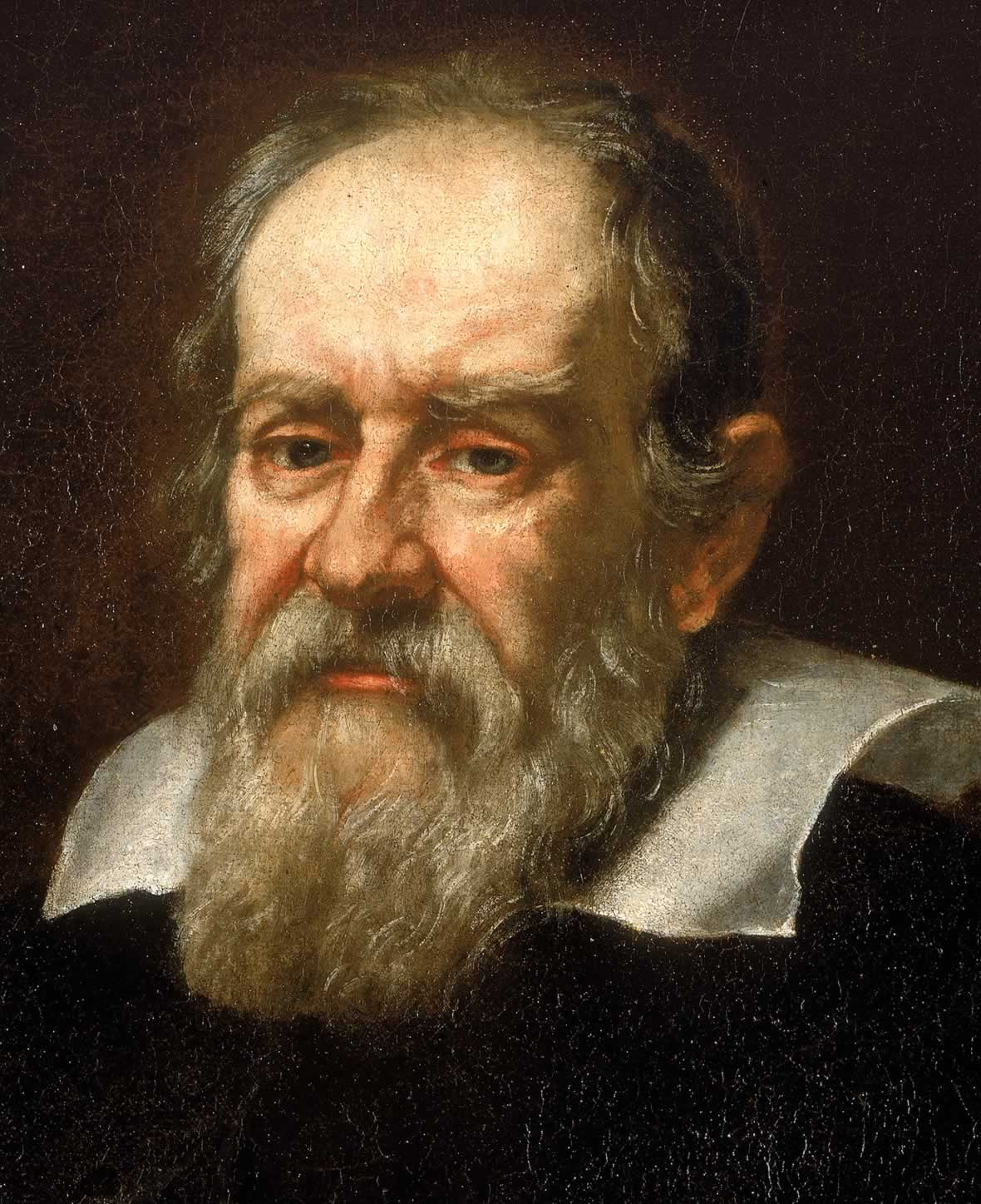
갈릴레오

뷔리당을 비롯한 중세시대의 아리스토텔레스의 역학에 대한 연구가들은 그의 역학의 문제점을 보완하기 위해 '임페투스'의 개념 도입 등 여러 방면에서의 노력을 기울였다. 이러한 연구의 흐름은 15, 16세기에 접어들어서 스콜라 학문의 일부를 이루게 되어 대학에서 이러한 문제들이 논의되기 시작했다. 갈릴레오는 바로 이 시기에 등장하여 중세 학자들이 해결하려 했었던 아리스토텔레스의 역학의 문제에서 그의 탐구를 시작했다. 하지만 그는 후에 근대 역학의 근간을 이루는ㅡ당시로서는 혁명적인 관성의 개념, 운동의 상대성ㅡ개념과 원리들을 이끌어냈다. 비록 그의 관성에 대한 개념이 근대의 관성의 개념과는 완전히 일치하지는 않았지만, 이러한 개념이 익숙해진 후에 여러 학자들에 의해 보완되고 수정되어 관성질량의 개념의 토대를 이루게 되었다.
그의 관성에 관련한 언급은 <두 개의 세계 체계에 관한 대화>(Dialogo sopra i due massimi sistemi del mondo)에 처음 등장한다. 이 책에서 등장하는 코페르니쿠스 우주체계를 옹호하는 살비아티는 지구가 움직이면 지구 위의 물체가 뒤로 뒤처지니 않냐는 심플리치오의 질문에 대해 배에서의 운동을 예로 들어 설명한다. 여기서 물체의 관성적 운동에 대한 암시가 드러난다.
살비아티: 누가 시험을 하던 간에, 그는 지금까지 서술된 것과는 다른 결과를 얻을 것이오. 그는 배가 멈추어 있건 어떠한 속도로 움직이고 있건, 돌은 항상 배의 같은 자리에 떨어지는 것을 볼 것이오.

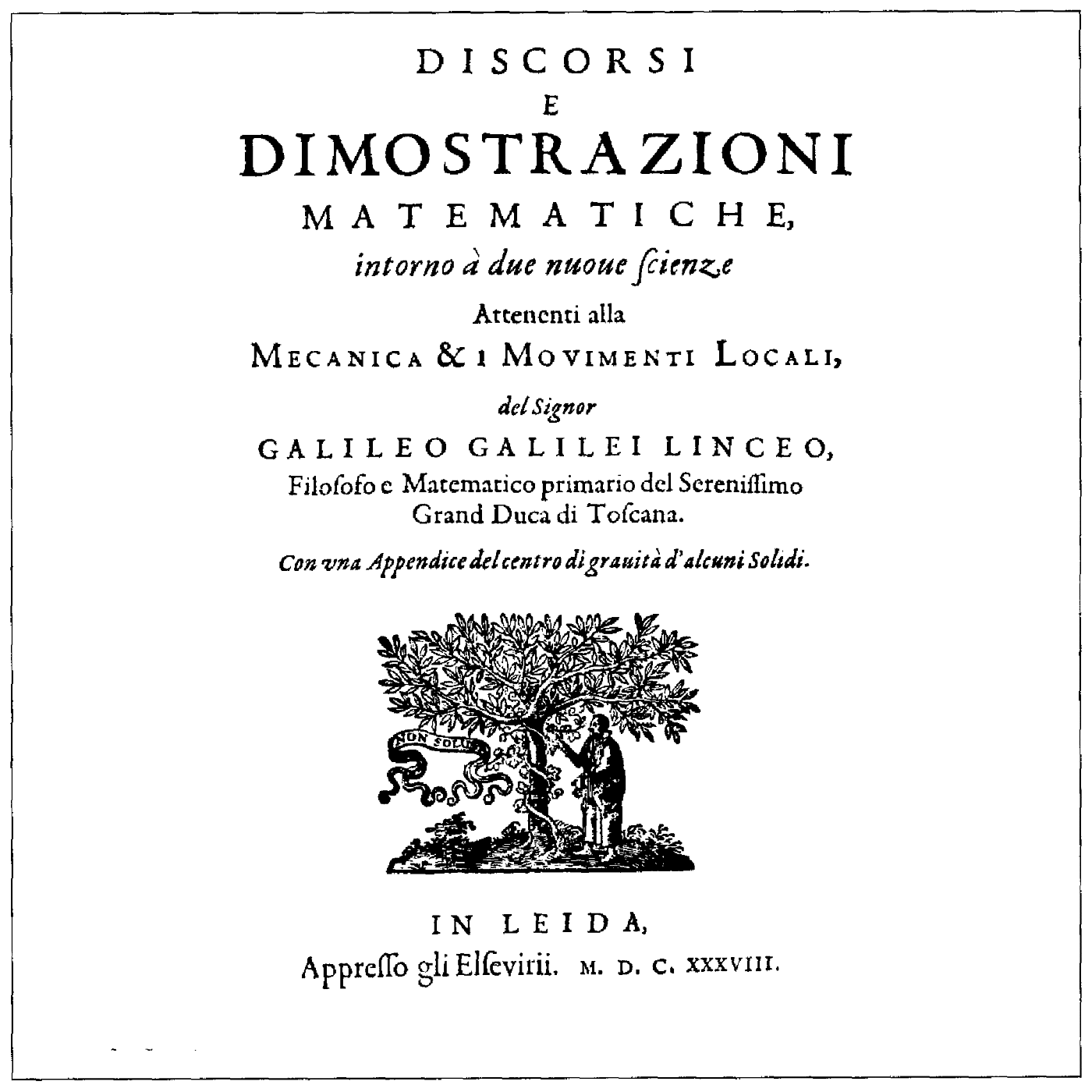
1638년 출판된 갈릴레이의 저서 <새로운 두 과학>. 이 책에는 관성에 관한 갈릴레이의 생각이 구체적으로 언급되어 있다.

그는 1632년 교황청에 의해 종교재판에 회부되어 유죄판결을 받은 이후 역학에 연구에 몰두하여 1638년 <새로운 두 과학>(Discorsi e Dimostrazioni Matematiche Intorno a Due Nuove Scienze)을 출판했다. 이 책에는 갈릴레이의 관성에 대한 생각이 더욱 구체적으로 표현되어 있다. 이 책에서 관성과 관련된 문장에 주목해보자.
(1)더욱이, 우리는 물체가 어떤 속력으로 움직이던 간에 가속이나 뒤처짐의 원인이 제거되고 수평한 평면 위에서 움직인다면 그 물체는 그 속도를 고수할 것이다...

(2)마찰 없는 수평한 평면 위에 발사된 입자를 상상해보라. 그러면 우리는 앞에서 충분히 설명되었던 것을 통해서 만약 이 평면이 무한히 넓다면(제한이 없다면) 이 물체가 같은 평면 위에서 균질한 운동을 계속할 것이라는 것을 안다.

위 두 문장을 통해서 갈릴레이의 관성에 대한 개념이 얼마나 고전역학에서의 관성의 개념에 근접해있는지를 알 수 있다. 하지만, 고전역학에서의 관성은 수평한 평면위에서 운동해야 한다는 조건을 고려하지 않는다는 점에서 그의 관성의 개념과는 차이가 있다. 또한, 위의 갈릴레이의 말에 따르면 물체는 속도를 유지하며 균질한 운동을 계속한다고 했는데, 여기서 이 균질한 운동이 등속 직선운동을 말하는 것인지 아니면 등속 원운동을 말하는 것인지에 대해서는 갈릴레이에 대해 연구하는 학자들 사이에서 논란이 많다.
비록 그는 관성의 개념을 도입했지만, 이 개념을 질량과 연계시키지는 못했다. 그는 1623년 출판된 책 <Assayer>에서 물질에 대한 생각을 다음과 같이 서술했다.
나는 물질적이고 유형(有形)적인 존재를 생각할 때마다 나는 즉시 그것이 크기가 제한되어 있고 어떠한 모양을 가지고 있다는 것을 느낀다. 그것은 또한 다른것과 관련하여 크거나 작고, 특정한 시간에 특정한 장소에 있고, 정지해있거나 운동하고 있다. 그것은 다른 물체와 접촉하고 있거나 접촉하고 있지 않고, 그것은 개수가 하나거나, 몇개 정도 있거나, 많이 있다. 이러한 조건에서 나의 상상의 한계 내에서 그러한 물질(질량)을 구별해 낼 수가 없다.

그는 물질의 일차적인 특성들을 나열했지만, 물질의 비기하학적이고 지속적인 특징(질량)을 고려하지는 못했다는 것을 알 수 있다. 이후 그의 저서 <두개의 세계 체계에 관한 대화>에 대한 주석에서도 갈릴레오는 질량에 대해 정의를 할 수 없었다는 것으로 묘사된다.
..따라서, 물질에는 내재적이고(자연적인) 수학적인 특징이 있다. 하지만, 질량의 경우에는 이것 역시 수학적인 양으로 표현할 수 있음에도 불구하고, 그러한 양들 중의 하나가 아니다. 왜냐하면 질량은 물질 자체의 또다른 이름이지만 기하학적이고 추상적인 물질과는 구별되기 때문이다. 물리적 실체와 질량은 운동을 할 수 있다는 것을 뜻하는 두가지 이름일 뿐이다. 따라서 질량은 어떠한 것으로도 정의될 수가 없다.

### 케플러

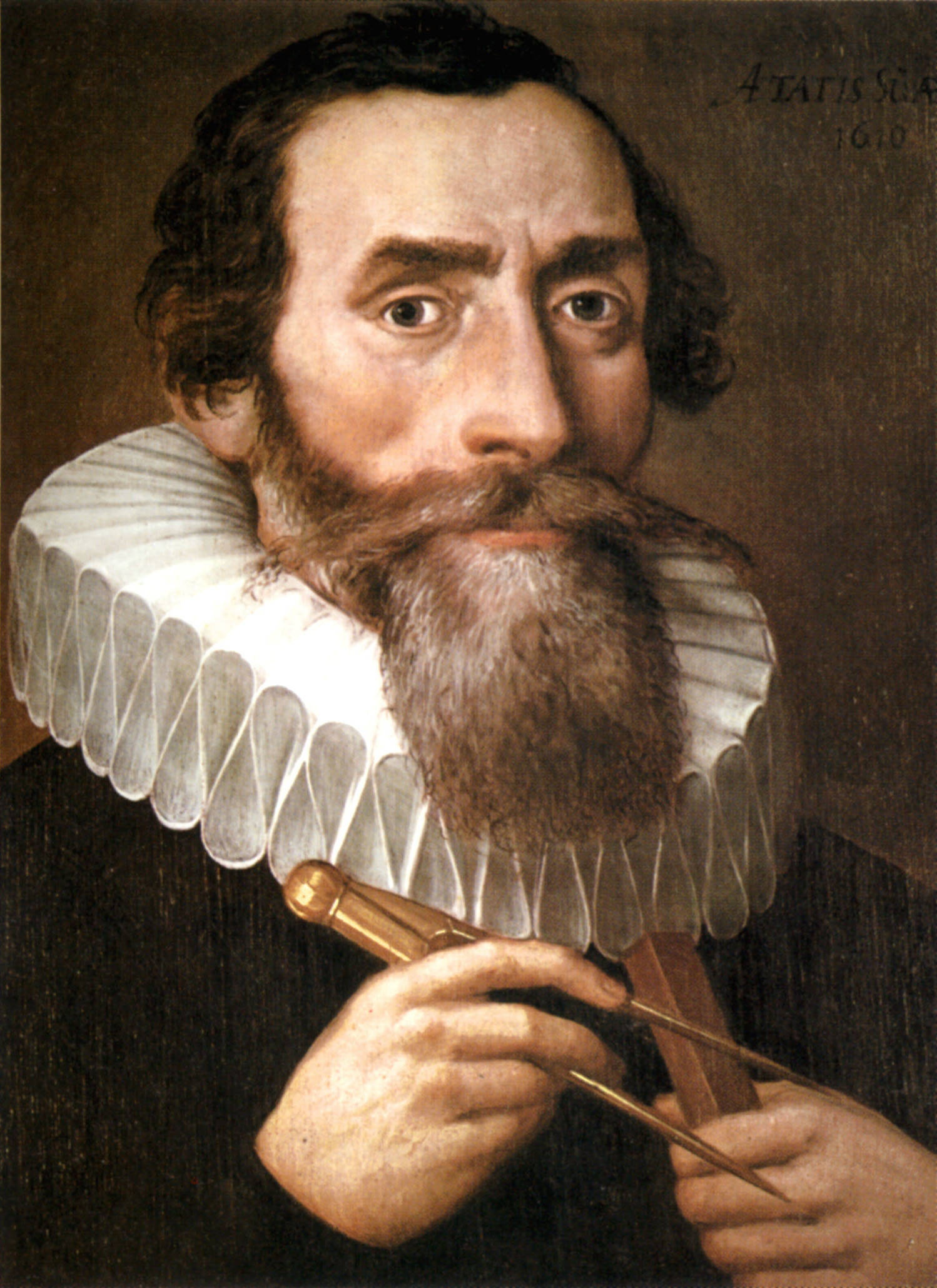
케플러의 초상화. 케플러는 물체의 관성적 성질을 과학적 개념으로 만드는데 큰 공헌을 하였다.

독일의 수학자이자 천문학자였던 케플러는 그의 스승 티코 브라헤로부터 얻은 당시로서는 아주 정확한 천문 관측 데이터를 통해 천체들이 등속원운동을 한다는 기존의 이론이 들어맞지 않고 타원 궤도로 교체되어야한다는 것을 깨닫게 되었다. 기존에는 단순하고, 완벽하고, 연속성을 띠는 원의 성질 때문에 플라톤 때부터 행성의 원운동은 자연스러운 운동으로 인식되었지만, 케플러는 행성이 타원 궤도로 움직인다는 것을 발견한 이후 과연 이러한 타원궤도의 운동이 일어나는 것이 여전히 '자연스러움'이라는 것 때문인지 아니면 이러한 현상이 일어나게 된 인과적 원인을 밝혀주는 법칙이 존재하기 때문인지 고민에 빠지게 되었다. 곧 케플러는 이러한 행성들의 운동에 대한 동역학적 설명을 제시하는 일에 몰두하게 되었다. 그는 이러한 과정으로부터 단순히 형이상학적 개념에 머물렀던 관성에 대한 개념을 구체화시키는 데 막대한 공헌을 했다. 케플러의 관성에 대한 생각은 뉴턴 이전의 관성개념의 구체화 단계에서 아주 중요한 부분이고 이후 뉴턴이 관성에 대한 개념을 정립하는 데 큰 영향을 미치게 되었다.
사실, 케플러의 관성에 대한 개념은 타원궤도를 발견하기 이전부터 꾸준히, 그리고 점진적으로 발전되어 나갔다. 그의 초기의 관성에 대한 생각을 그의 저서 <De stella nova in Pede Serpentarii>에서 찾을 수 있다. 이후 그는 그의 저서 <신천문학>에서 행성은 운동을 하지 않으려는 명백하고 내재적인 경향이 보인다고 말했다. 또한, 그는 상호 끌어당김 현상을 통해 역학적 관점에서의 질량의 개념을 언급한다.
만약 두 개의 돌이 서로 근처에 있지만 다른 제3의 물체의 영향권 밖에 있으면, 두 물체가 어디에 놓아지더라도 두 물체는 결국 두 물체의 중간 위치로 모이게 된다. 그리고 각각이 만나는데까지 움직이는 거리는 서로 다른 물체의 질량에 비례한다.

케플러가 제시한 위의 중요한 관계는 질량의 실험적 정의의 바탕이 되는 원리로서도 이용될 수 있다. 이 원리는 후에 마흐가 질량을 정의하는 데 쓰였던 방법과도 유사하다. 하지만 안타깝게도 케플러는 이러한 가능성을 인식하지는 못했다. 그러나, 케플러는 마침내 형이상학적인 추측에 불과했던 관성의 개념을 물리학적 사유의 대상으로 끌어들였다. 다음 문장에서 관성의 개념이 어떻게 물리학적인 논리에 사용되었는지 알 수 있다.
만약 천체가 무게와 뭔가 비슷한 관성을 가지고 있지 않다면 이들이 움직이는데는 힘이 전혀 필요하지 않을 것이다. 아주 작은 힘만으로도 천체는 무한한 속도를 얻을 수 있을 것이다. 하지만, 천체들의 공전주기는 유한한 시간이 걸리고 어떤 천체는 공전주기가 길고 어떤 것은 짧다. 따라서 물질은 이러한 공전주기의 차이를 불러일으키는 관성을 가지고 있어야 한다.

케플러에게 있어서 관성은 자기자신이 공간상에서 움직일 수 없는 물질의 성질인 뿐만 아니라, 외부의 자극에 대한 저항이기도 했다. 그리고 이 저항, 즉 관성의 정도는 물질의 양에 비례한다고 주장했다.
- 관성 혹은 운동에 저항하는 것은 물질의 성질이다. 주어진 부피 안의 물질의 양이 많을수록 관성의 세기는 증가한다.[51]

케플러의 다른 저서에서도 관성의 세기와 다른 물리적 양과의 관계를 찾을 수 있다.
- 천체들은 수학적인 점으로 생각되어서는 안되고 운동에 저항하는 내재적 성질이나 무게와 같은 것을 지니고 있는 물질적 객체로 생각되어야 한다. 이 운동에 저항하는 내재적 성질은 물체의 부피와 그 물질의 밀도에 의해 결정된다.[52]

위의 인용문에 따른 관성의 세기와 물리적 양과의 관계는 후에 뉴턴이 질량을 정의하면서 제시했던 관계식과도 유사하다. 케플러는 관성질량의 개념의 형성에 있어서 아주 중요한 역할을 한 인물이지만, 케플러의 관성은 어디까지나 전적으로 자발적인 운동의 불가능성에 대한 것이었다. 그는 관성의 개념에 있어서 운동상태를 유지하는 측면은 거의 고려하지 않았다.

### 데카르트

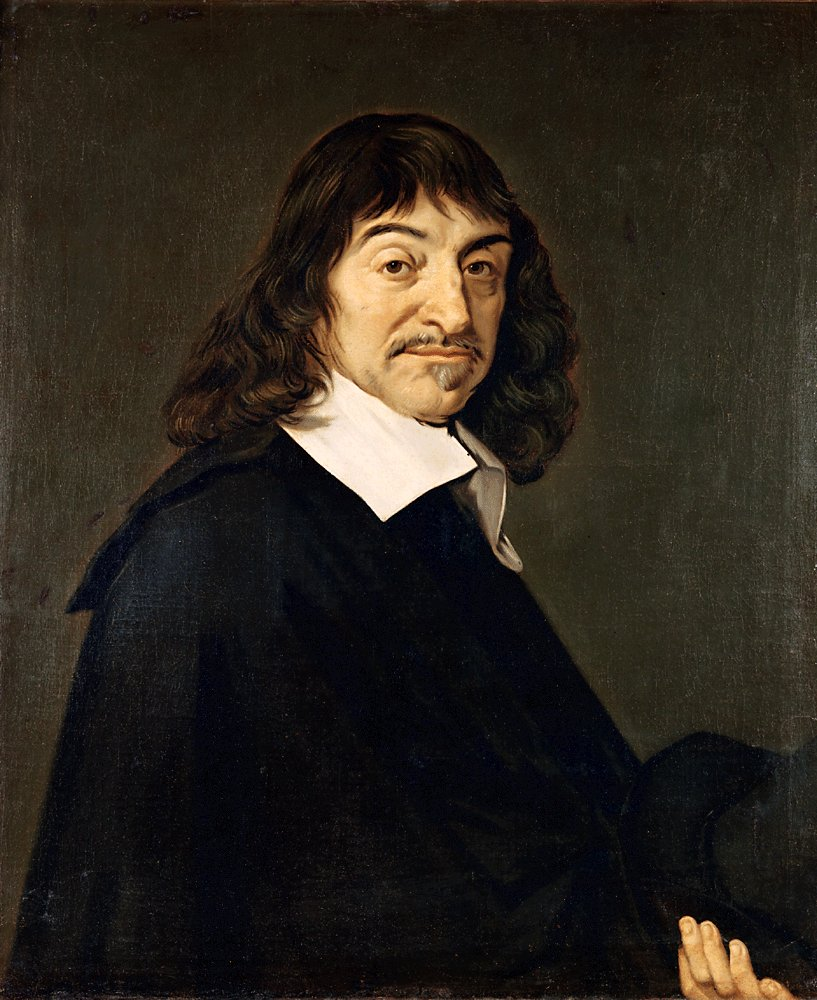
데카르트. 물체의 직선관성운동에 대해 주창했다.

데카르트는 관성질량의 발전과정에 있어서 어떠한 역할을 했는지에 대해 의견이 분분하다. 데카르트 역학은 17세기 초에 출현하여 ‘기계적 철학’체계의 일부로서 동시대의 인물인 보일, 가쌍디(Gassendi)와 더불어 세계관에 대한 새로운 관점을 제시하기 시작했다. 그의 역학이 관성을 고려했는지 아니면 배제했는지에 대해서도 의견이 다르다. 분명한 것은, 그의 역학에 따르면, 물질의 유일한 본질은 외연(外延), 즉 공간을 차지하는 성질이다. 물질의 양은 무게에 비례하는 양이 아닌 부피로서 주어졌다. 그에게 있어서 무게는 물질의 부수적인 특징에 불과하고 물질의 양과 무게는 비례하는 관계가 성립하지 않았다. 이러한 데카르트의 체계는 동시대의 다른 자연철학자들 뿐만 아니라 신학자들에게도 비판의 대상이 되었다. 하지만, 데카르트의 저서 <철학원리>(Principia philosophiae)에서는 그는 다음과 같은 자연법칙을 서술했다.
#자연의 첫 번째 법칙은 모든 것은 가능한 한 같은 상태를 고수하려 한다. 그리고 한번 움직여진 것은 계속 움직임을 지속하려 한다.
1. 자연의 두 번째 법칙은 모든 운동 자체는 직선이다. 따라서, 원을 따라 움직이는 물체는 그들이 도는 원으로부터 언제나 멀어지려고 한다. 모든 물체의 부분은 절대 곡선을 따라서가 아니고 직선을 따라서 움직임을 지속하려고 한다.

위의 법칙들은 물체의 관성적 특성에 대해서 거의 정확히 서술하고 있다. 그러나 데카르트는 이 책에서 ’관성(inertia또는 natural inertia)‘이란 단어를 언급하지는 않았다. 놀랍게도 데카르트가 말한 이 자연법칙들은 뉴턴의 <프린시피아>에서 비슷한 형태로 재서술되어 있다. 사실 프린시피아의 ’공리들, 혹은 운동의 법칙‘의 제 1법칙에 서술되어 있는 관성의 법칙은 뉴턴이 데카르트의 <철학원리>의 위의 법칙으로부터 배운 것이었다. 이를 통해 데카르트 체계가 후의 뉴턴의 개념형성에 영향을 주었음을 알 수 있다.

### 하위헌스

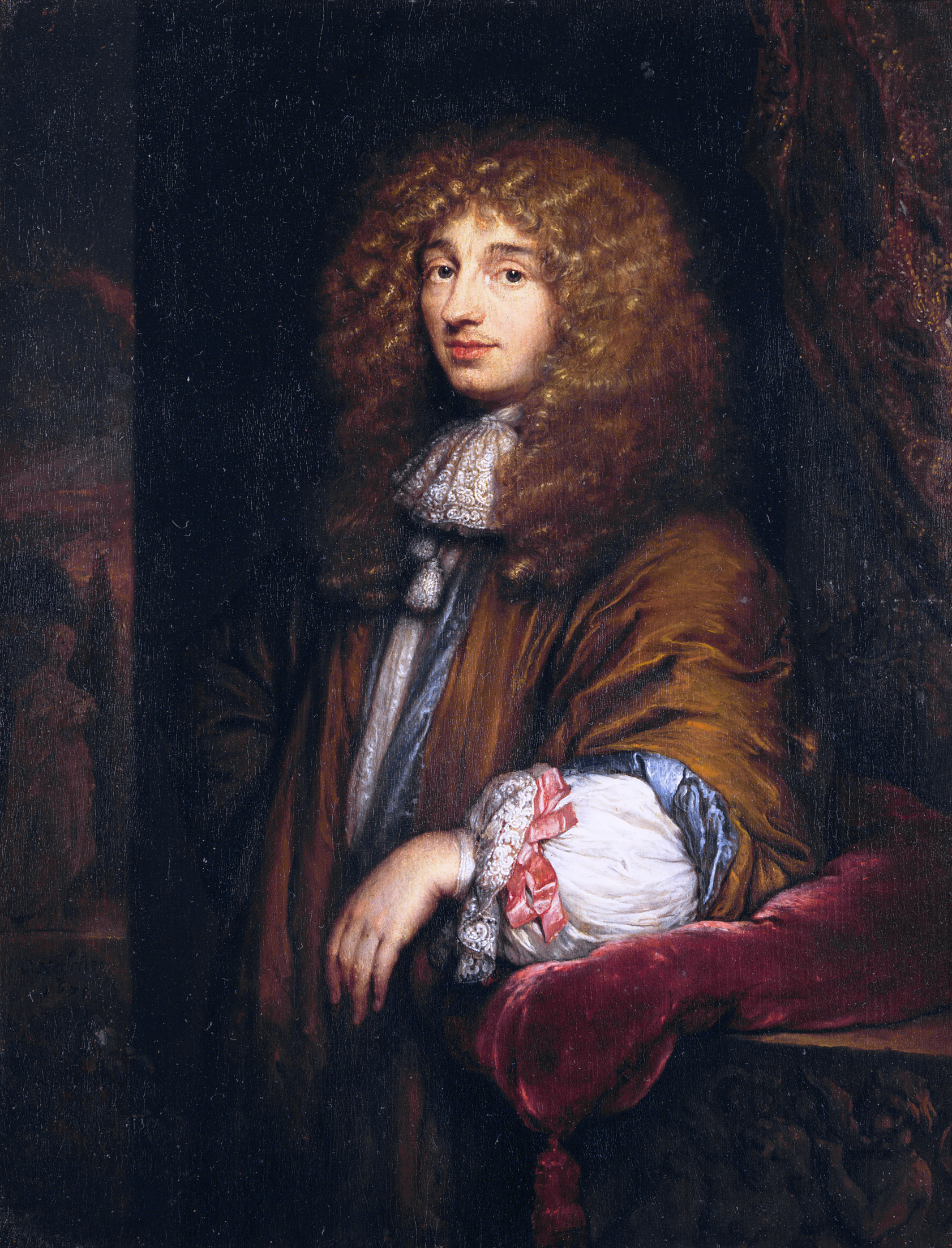
하위헌스

17세기 네덜란드의 물리학자 하위헌스는 물질의 동역학적인 측면에 있어서 폭넓은 탐구를 했다. 그는 지금까지 정성적으로만 논의되었던 원심력에 대해서 처음으로 정량적인 논의를 제시했다. 또한, 그는 충돌현상에 대해서도 체계적으로 탐구하여 데카르트의 충돌이론을 반박하고 후에 뉴턴역학과도 일치하는 두 물체의 충돌시의 속도와 질량과의 관계를 정량적으로 얻어냈다. 하위헌스의 이러한 일련의 연구들은 관성질량 개념의 성립에 있어서 중요한 기여를 했다.
그는 그의 저서 <원심력에 대하여>(De vi cetnrifuga)에서 원운동을 하는 물체에 작용하는 힘과 물체의 변하지 않는 양(solid quantities)사이의 관계를 제시했다.
{{인용문|우리는 여기서 같지 않은 두 물체가 같은 반경을 가지고 같은 속도로 운동할 때, 각각의 물체에 작용하는 구심력의 크기는 그 물체의 무게, 혹은 어떤 변하지 않는 양에 대응한다.

하위헌스는 위의 두 그림을 통해서 원심력의 세기와 물질의 양의 관계를 도출했다.

고전역학에 따르면 원심력의 세기는 F = mv2/r 로 주어지는데, 만약 원운동을 하는 질량이 다른 두 물체가 운동반경(r)이 같고 속력(v)이 같다면 두 물체는 당연히 아래의 관계를 만족한다.
{\displaystyle F_{1}~:~F_{2}~=~m_{1}~:~m_{2}~\cdots (1)}

하위헌스는 ’질량‘이란 말을 직접적으로 언급하지는 않았지만, 위의 서술로 미루어 볼때 하위헌스는 (1)과 같은 관계식을 염두에 두었음이 명백하다.
하위헌스는 이어서 1668년 그의 저서 <충돌하는 물체에 대하여>(De motu corporum ex percussione)에서 물체들이 충돌했을 때 충돌 후 물체들의 속력을 초기속력을 통해 구하는 방법을 서술했다. 충돌에 대한 하위헌스의 설명은 그가 탄성충돌시 운동에너지의 보존의 원리와 질량의 개념에 대해 생각하고 있었음을 암시한다. 하지만 하위헌스는 ’질량‘이란 용어를 직접적으로 쓰지는 않았고 단지 그 용어를 대신하여 ’규모‘(magnitude)란 말을 이용하여 질량에 대한 개념을 나타냈다.

## 고전역학에서의 관성질량
고전역학적 질량의 개념의 도입은 뉴턴에 의해 이루어졌다. 그는 그의 저서 <프린키피아>에서 질량은 물체의 부피와 밀도를 곱함으로써 얻어진다고 정의했다. 또한 그는 질량과 무게가 다른 물리적 개념이라는 것을 확실히 밝혔다. 뉴턴과 동시대 인물인 라이프니츠 역시 질량이라는 물리적 개념의 도입이 왜 필요한지에 대해 논리적 이유를 제시함으로써 질량의 물리적 중요성을 한층 높였다. 비록 뉴턴이 처음으로 질량을 정량적인 방식으로 다루었지만, 그의 질량에 대한 개념은 여러 논리적 문제를 야기했고 이로 인해 이후 여러 자연철학자들의 심도높은 연구의 대상이 되었다. 특히 독일의 철학자 칸트는 뉴턴적 질량개념에서의 논리적 문제점을 지적함으로써 질량과 관성의 힘(vis inertiae)을 연계시켜 생각했던 기존의 사고방식을 없애야 한다고 주장했다.
관성의 힘의 개념을 배제하여 질량의 엄밀하고 형식적인 정의를 처음으로 제시한 사람은 레온하르트 오일러였다. 그가 제시한 정의를 보다 현대적으로 서술하면,
{\displaystyle m\,:=\,{\frac {F}{a}}}
여기서 m은 질량, F는 물체에 작용한 힘의 크기, a는 그 물체의 가속도이다.
이 정의가 바로 현재 우리가 친숙히 알고 있는 뉴턴의 제 2법칙에 따른 고전역학적 질량에 대한 정의이다.
하지만 18-19세기의 학문의 기초를 정립하고자 하는 사조의 흐름은 뉴턴의 역학체계는 심도 높은 검토의 대상이 되게끔 만들었다. 그 결과 기존의 힘의 개념은 불분명한 형이상학적 개념이라는 판정을 받게 되었다. 다시말해 질량은 엄밀하고 체계적인 실험적 과정에 기초하여 정의되어야 한다. 이러한 요구에 응답하여 18-19세기의 생 브낭, 에른스트 마흐, 제임스 클러크 맥스웰, 하인리히 헤르츠, 빌헬름 오스트발트 등의 물리학자들은 실험적 과정에 기초한 여러 질량의 정의를 제시했다. 그들이 제시한 정의를 요약하면 다음과 같다:
- 생 브낭
 물체의 충돌현상을 이용하여 질량을 정의한다. 두 물체를 충돌시켰을 때 두 물체 각각의 나중속도와 처음속도의 차이의 절댓값을 |Δv1|, |Δv2|라 하면 다음 관계식이 성립한다. 
{\displaystyle m_{2}~:~m_{1}~=~\left|\Delta v_{1}\right\vert ~:~\left|\Delta v_{2}\right\vert \cdots \left(1\right)}
- 마흐
두 물체로 이루어진 고립계에서 두 물체의 상호 가속도를 측정함으로써 질량을 정의한다. 물체 A, B, C에 대해서 우리는 다음과 같은 관계식을 얻을 수 있다.
{\displaystyle {\begin{cases}m_{A}\,a_{A/B}\,=\,-m_{B}\,a_{B/A}\\m_{A}\,a_{A/C}\,=\,-m_{C}\,a_{C/A}\\m_{C}\,a_{C/B}\,=\,-m_{B}\,a_{B/C}\end{cases}}}
질량비의 전이적(transitive) 성질이 전제된다면 하나의 질량을 단위로 취급함으로써 나머지 질량들을 결정할 수 있다.
- 맥스웰
만약 물체 A, B를 같은 고무줄이나 용수철을 이용하여 같은 길이만큼 늘려서 각각 발사했을 때, 단위시간 후 물체 A, B의 속도가 같다면, 우리는 그 두 물체가 질량이 같다고 정의한다.
- 하인리히 헤르츠
물체의 질량은 무게를 재는 것으로 결정된다.
- 빌헬름 오스트발트
 어떠한 물체에 속도 v를 부여하는 데 드는 에너지 E를 통해 질량을 정의한다. 즉, 질량은 다음 식을 통해 정의된다:
{\displaystyle m\,:=\,{\frac {E}{{\frac {1}{2}}\,v^{2}}}}

위의 정의들은 질량을 도입하는 데 기초한 물리량에서 차이를 보이고 있다. 사실 질량의 정의에 있어서 어떠한 물리량에 우선권을 둘 것인가에 대해서는 학자들마다 견해가 달랐다. 게다가 질량을 측정하는 실험적 과정에 있어서도 학자들마다 생각이 달랐다. 즉, 같은 물리량에 우선권을 부여하더라도 방법적인 측면에 있어서는 차이가 날 수 있다. 그래서 질량이란 개념을 도입하는 데 과연 어느 정의를 이용할 것인가에 대해서는 현재에도 많은 물리학자들 사이에서 여전히 논란이 되고 있다.

### 뉴턴의 관성질량

#### 뉴턴의 프린키피아에서의 정의
뉴턴은 17세기까지 이어져왔던 자연철학자들의 물질의 관성적, 동역학적 이해를 종합하고 체계화시켜 1687년 출판된 그의 걸작 <자연철학의 수학적 원리>(Philosophiæ Naturalis Principia Mathematica)에서 물질의 양(quantitas materiae)에 대한 명확한 정의를 제시했다. 프린키피아의 정의 1번에 따르면 질량(라틴어: massa)는 다음과 같이 정의된다.
물질의 양(라틴어 원문: quantitas materiae)은 물질의 측정이다. 이것은 부피와 밀도를 곱한 것과 같다. 따라서 공기의 밀도가 두 배가 되고 공기가 차지하는 공간이 두 배가 되면 이것의 양은 네 배가 된다. 만약 공간이 세 배라면 양은 여섯 배가 된다. 압축이나 액화의 방식으로 응축된 눈이나, 고운 먼지나 가루 역시 같은 방식으로 이해할 수 있다. 나는 여기서 물체의 부분 사이의 공간 사이로 자유롭게 스며들수 있는 매질에 대해서는ㅡ만약 이러한 매질이 있다면ㅡ고려하지 않겠다. 여기서부터 이 책의 모든 곳에서 물체 혹은 질량(라틴어 원문: corporis vel massae)은 나에게 있어서 이 양을 의미한다. 그리고 나는 물질의 양이 물체의 무게에 비례함을 진자를 이용한 아주 정확한 실험을 설계함으로써 보였기 때문에 물질의 양은 물체의 무게를 통해서도 알 수 있다.

뉴턴은 이어서 이 개념을 통해 운동의 양(라틴어: quantitas motus)과 내재적 힘(라틴어:vis insita, 영문:innate force of matter 혹은 inherent foce)을 정의했다.
정의 II: 운동의 양은 속도와 물질의 양을 곱함으로써 얻어진다...(중략)...

정의 III: 내재적 힘은 모든 물체가 정지해 있건 등속직선운동을 하건 자신의 현재 상태를 가능한 한 지속하기 위해 저항하는 힘이다. 이 힘은 언제나 물체에 비례하고 질량의 관성(라틴어 원문: inertia massae)과 전혀 다르지 않다. 이 물질의 관성 때문에 모든 물체는 아무런 어려움 없이 정지나 운동한 상태에서 벗어나지지 않는다. 따라서, 이 내재적 힘은 관성의 힘(라틴어 본문: vis inertia)이라는 중요한 의미의 이름으로 불릴 수도 있다. 하지만, 다른 힘이 어떤 물체의 상태를 바꾸기 위해 그 물체에 작용할 때만 그 물체는 이 힘을 행사한다.

반면에 뉴턴이 제시한 3개의 운동법칙에서는 앞의 정의부분에서 언급했던 질량의 개념을 직접적으로 사용하지는 않는다. 더욱이 우리가 익히 알고 있는 관계식 F=ma도 등장하지 않는다. 사실, 이러한 근대적 형태의 식으로 서술된 뉴턴의 운동법칙은 오일러의 책에서 처음으로 등장한다.
뉴턴이 그의 책 프린시피아에서 정의한 물질의 양, 즉 질량은 그에게 있어서 중요한 물리적 의미를 내포하고 있었다. 다시 말해, 그에게 있어서 물질의 양은 물질을 측정하는 양 이상의 의미가 있었다. 그는 사실 처음부터 ’질량‘이란 용어를 썼던 것은 아니었다. 그의 프린시피아 초기 원고를 보면 그때 당시에는 아직 ’질량‘이란 용어를 쓰지 않았음을 알 수 있다. 대신에 그는 ’무게‘라는 말을 썼다. 동시에 그는 프린시피아의 정의 부분을 쓰기 위해 물질이 나타낼 수 있는 양들 중 어떠한 변화ㅡ열을 가하거나, 구부러뜨리거나, 늘리거나, 압력을 가하거나, 혹은 장소를 옮긴다거나ㅡ에 대해서도 불변적인 양에 대한 정의와 용어를 찾고 있었다. 더욱이, 그는 지구와 같은 끌어당기는 물체가 없어서 중력을 고려하지 않아도 거론할 수 있는 궁극적인 양을 정의하고자 했다. 따라서 그에게 있어서 질량이란 단어 이전에 사용하던 ’무게‘는 일상적 의미로서의 무게로서 해석될 수 없었다. 왜냐하면 그는 이미 물체의 무게는 물체가 잡아당기는 인력의 크기이며, 이 양이 위치에 따라 변하는 것을 알고 있었기 때문이다. 결국 이후 뉴턴은 자신의 방식으로 정의한 물질의 양이 무게에 비례함을 진자실험을 통해 증명했다.
뉴턴이 물체에 작용하는 중력의 크기 혹은 무게가 질량에 비례함을 밝힌 것은 무게와 질량 모두의 개념의 이해의 발전에 있어서 역사적으로 중요한 대목이다. 그는 다음과 같은 과정을 거쳐서 위의 결론에 도달했다.
그는 프린키피아 제 2권의 명제 24번, 정리 19번의 따름정리 5번에서 T를 진자의 주기라 하고 m을 질량이라 하고 W를 무게라고 진자의 길이를 L이라 할 때 다음과 같은 관계를 밝혔다.
{\displaystyle m~\propto ~{\frac {WT^{2}}{L}}~\cdots }
그리고 그는 이어서 제 3권 명제 6번, 정리 6번에서 금, 은, 납, 유리, 모래, 소금, 목재, 물, 밀을 이용한 앞에서 언급한 진자실험을 통해 T2/L의 값이 상수임을 밝혔다. 따라서, 위의 관계식은 다음과 같이 된다.
{\displaystyle m~\propto ~W}
비록 그는 질량을 명확하게 정의하고 이후 그의 책에서의 물리적 논의를 통해 당시까지만 해도 물질의 근본적인 특성으로 이해되었던 무게의 본질을 밝혀내었지만, 그가 정의 I에서 서술한 질량에 대한 개념과 정의 III에서 거론한 내재적 힘의 개념은 이후 학자들 사이에서 많은 비판과 논쟁의 대상이 되었다.

#### 뉴턴의 질량의 정의에 대한 논란
프린키피아 제 1권 정의 1에서 뉴턴이 제시한 질량의 정의는 이후 많은 학자들의 비판의 대상이 되었다. 뉴턴의 질량개념에 대한 비판 중 하나는 바로 그의 정의가 순환적이라는 것이다. 예를 들어, 폴크만은 밀도는 오직 단위부피당 질량으로 주어지는 값으로밖에 정의를 할 수 없기 때문에 이러한 뉴턴의 질량의 정의에 대해 순환적이라고 지적했다. 하지만 로젠베르거와 블로흐는 뉴턴이 질량을 부피와 밀도의 곱으로 정의하게 된 데는 그가 밀도를 질량에 앞서는 개념으로 생각했기 때문이라고 말했다. <프린키피아>의 유명한 번역가 버나드 코헨은 뉴턴은 독자들이 밀도에 대해서 대략 '공간상에 물질이 밀집해있는 정도'로 이해할 거라고 가정했을 거라고 주장했다. 실제로 뉴턴은 그의 책에서 밀도를 정의하지도 않았고, 주석 부분에서 질량에 대한 논의도 하지 않았다. 코헨은 뉴턴이 <프린시피아>의 초반 부분에 직접적으로 보일의 실험에 대해 언급했다는 사실을 근거로 하여 보일의 실험결과가 물질이 나타낼 수 있는 양들 중 불변적인 양으로 질량의 정의하고자 했던 뉴턴에게 큰 영향을 주었을 것이라고 주장했다. 보일의 실험결과에 따르면, 기체의 압력과 부피의 곱은 항상 일정하다. 즉, 밀도는 압력에 비례하기 때문에 밀도와 부피의 곱을 물질의 양이라 제시하면 불변적인 양이 되는 것이다. 버트 역시 코헨과 비슷한 의견을 취하여 뉴턴이 질량을 밀도로서 정의하게 된 데는 보일의 실험의 영향이 있었다고 주장했다.
헨리 크루는 그때 당시에는 물리에서의 가장 기본적인 차원은 비중, 길이, 시간이었기 때문에 질량을 밀도로서 정의하는 것은 자연스럽고 논리적으로도 문제가 될 것이 없었을 것이라고 주장했다. 코헨 역시 크루의 의견을 지지하여 뉴턴의 정의가 당시의 과학자들은 밀도를 엄밀한 정의 없이 일반적인 느낌으로 이해했고 뉴턴의 밀도의 개념은 비중과 별 차이가 없는 물리적 개념으로 생각했던 데서 비롯된다고 주장했다.
마흐는 뉴턴의 질량에 대한 정의에 대해 순환적인 문제 뿐만이 아니라 물리적인 의미가 전혀 없다고 강하게 비판했다. 이 외에도 일부 사람들은 뉴턴이 질량을 정의 할 때 케플러의 관성에 대한 생각을 그대로 가져왔다고 지적했다.

#### 고전적 질량 개념의 철학적 분석
비록 뉴턴이 그의 저서 프린키피아에서 질량을 정량적으로 정의했지만, 질량이라는 개념이 왜 물리적으로 중요성을 가지는 개념인지 명확하게 논리적으로 설명한 사람은 라이프니츠였다. 그는 또한 질량이 어떻게 하여 물리적 실체와의 연관성을 지니게 되는지에 대한 타당한 논리를 제시했다.
라이프니츠의 물질론과 그의 질량에 대한 이해의 방식은 상당히 복잡하다. 그는 물리적 세계에 있어서 우리가 인지하는 존재를 구성하는 것에 대해서 제 1의, 제 2의 물질(primary, secondary matter)이라는 용어를 사용했다. 그는 제 1의 물질은 공간을 차지하고 같은 공간을 다른 물체가 동시에 차지하는 것을 막는 성질을 가진다고 말했다. 다시말해서, 제 1의 물질은 외연적 성질과 불가입성(不可入性, 물리에서 같은 공간을 다른 물체가 동시에 차지하는 것을 막는 성질)을 지니고 있는 물질이다. 라이프니츠는 이어서 제 2의 물질은 우리가 사는 세계에 대한 인지에 있어서 중요한 역할을 한다고 말했다. 그는 우리가 힘을 주었을 때 큰 물체를 작은 물체보다 움직이기 어렵다는 것에 대한 원인을 제공하는 외연적 성질과 불가입성을 제외한 어떤 성질 혹은 존재가 가정되어야 한다고 주장했다. 다시 말해서, 그는 기하학적 모양 혹은 크기(외연적 성질)만으로는 물리적 세계에서 일어나는 물질의 운동을 절대 설명할 수가 없다고 주장하면서, 우리의 물리적 경험과 일치시키기 위해서는 외연적 성질과 불가입성 외에 큰 물체일수록 움직이기 어렵다는 인과관계를 설명해줄 수 있는 물리적 개념이 필수적으로 요구된다고 말했다. 라이프니츠는 이러한 존재가 바로 (관성)질량이라고 말했다.
그는 초기에 질량 혹은 물질에 대한 개념에 대한 생각에 있어서 뉴턴과는 많은 차이가 있었지만, 후에는 거의 뉴턴의 질량의 개념과 비슷해졌다. 이는 그의 저서 <Dynamica>의 한 분장을 보면 알 수 있다.
움직일 수 있는 물체의 질량은 그것의 부피와 밀도에 비례한다. 혹은 그것의 이루는 물질의 외연(영문: extension)과 내포(영문: intension)에 비례한다.
라이프니츠는 후기에 다시 물질에 성질에 관하여 중요한 언급을 하였다. 그는 모든 물체에는 외연적 성질에 앞서는 더욱 중요한 성질이 있다고 주장하면서, 그것이 바로 물체의 활동과 운동이라 했다. 그리고 질량은 동적인 객체로서 운동의 변화에 대해 저항을 행사할 수 있게 만드는ㅡ비록 운동에 변화가 일어날 때 뿐이지만ㅡ힘의 원천이 되어야 했다. 이러한 라이프니츠의 질량에 대한 생각은 질량이 어떠한 필요성에 의해 도입된 개념인지를 설명하고 있다. 하지만 당연히 이러한 논의는 질량의 실험적 정의나 방법론적인 측면에서는 큰 의미를 가지지 못한다. 혹자는 이것이 실질적이고 방법론적인 것을 중요시했던 19세기의 유명한 철학자이자 과학자 마흐에게 있어서, 방법론적인 측면으로 볼 때, 라이프니츠가 결코 질량의 개념에 대해 생각하지 않았다는 그의 생각의 근거였다고 말한다.
독일의 대철학자 칸트 역시 라이프니츠에 뒤이어 관성질량에 대한 개념의 논리적 틀을 다듬었다. 특히, 그는 <프린키피아>에서의 뉴턴적 질량 개념의 문제점을 명확하게 지적했다. 그가 지적한 문제점은 바로 <프린키피아>의 정의 제 3번의 관성의 힘(라틴어: vis inertiae)ㅡ당시까지만 해도 존재론적 관점에서 실재하는 물리량으로 여겨졌던ㅡ의 개념이었다. 그는 다음과 같은 논증을 통해 이 개념에 대해 비판했다: <프린키피아>에 따르면, 관성의 힘은 외부의 힘이 가해질 때만 나타나기 때문에 그 힘은 수동적으로 발생한다. 따라서, 인과적으로 볼 때, 이 힘 자체는 어떠한 운동도 야기할 수 없다. 결국 이 힘은 저항을 야기하는 힘이라 할지라도, 어떠한 운동도 일으키지 않기 때문에 아무런 물리적 의미가 없다. 물론 이 관성의 힘, 즉 내재적 힘의 크기를 운동의 변화를 일으키기 힘든 정도를 나타내는 척도로 이해하여 왜 무거운 물체의 운동상태를 변화시키기 힘든지 이해할 수는 있지만, 이 힘 자체는 저항을 나타내기만 할 뿐 결국에 어떠한 운동도 일으키지 않는다. 칸트는 이 개념을 의미없는 단어에 비유했다. 이 개념은 아무런 물리적 의미도 없기 때문에 질량을 이 개념과 연계하여 이해하는 것은 아무런 도움이 될 수 없었다. 칸트는 ’관성의 힘‘ 개념을 폐기해야 한다고 결론내렸다. 칸트는 물리적 인과관계를 설명하기 위해 ’관성의 힘‘ 대신에 새로운 ’관성의 법칙‘을 상정하였다: 운동상태의 모든 변화는 외부적 원인이 있다. 또한 칸트는 ’관성의 힘‘과 중요한 관련성을 맺고 있었던 질량을 새로운 방식으로 정의했다: 물질의 양은 다른 것과 비교하였을 때 오직 운동의 양과 속도로만 측정할 수 있다. 그는 이렇게 선언함으로써 기존의 관성의 힘의 크기를 통해 질량을 알 수 있을 것이라는 생각을 없앴다. 비록 이것 역시 실험적, 방법론적 측면은 결여되어 있지만, 이러한 칸트의 형이상학적인 ’관성의 힘‘의 개념의 폐기는 이후 질량에 대한 실증주의적이고 엄밀하고 주의깊은 사고의 틀을 마련했다.

### 근대의 관성질량에 대한 개념
18-19세기의 자연철학은 물질의 실체성에 대한 논의가 주를 이루었다.물질의 실체성이란 물질을 이해하는 방식 중의 하나로서, 물질을 모든 물리적 실재적인 특징 아래에 있는 근본적인 질료를 가지고 있는 존재로서 이해하는 것이다. 이 근본적인 질료는 모든 물리적인 특징을 떠안고 다니는 수송체로서의 역할을 하기 때문에 어떠한 물체에 변화가 있어도 그 변화에 영향을 받지 않는다. 관성질량에 대한 이해와 인식의 확대와 더불어 이러한 물질에 대한 형이상학적 인식은 질량 보존의 법칙의 과학적 기초를 마련하는 데 공헌을 했다. 이러한 기초의 마련에 있어서 독일의 철학자 칸트가 큰 역할을 하였다. 이어서 18세기 막바지에 프랑스의 화학자 앙투안 라부아지에는 1789년 출판된 그의 저서 <화학의 기초>(Traite elementaire de chimie)에서 화학반응에서는 질량이 항상 보존됨을 밝혔다. 더불어 18세기-19세기 즈음에는 무게가 위치에 따라 달라질 수 있다는 것이 일반적인 상식이 되면서 물리적, 화학적변화에서 보존되는 양이 질량임이 분명해졌고, 또 이러한 양은 바로 질량 뿐이었다. 이러한 일련의 인식들은 물질의 실체가 바로 질량이라는 결론을 낳게 했다.

#### 운동학적 질량의 정의
질량에 대한 형식적이고 엄밀한 정의를 시도하려는 18-19세기 이론역학의 흐름은 맨 처음으로 프랑스의 과학자 셍 브낭(Saint-Venant)의 정의에서 나타났다. 그는 1851년 출판된 그의 저서에서 기존의 ’물질의 양‘이라는 개념은 물리적으로 아무런 중요성이 없다고 지적하면서, '질량' 만이 운동학적으로 정의가 가능한 물리적으로 적합한 개념이라고 주장했다. 그는 충돌현상을 이용한 운동학적 방법으로 다음과 같이 질량을 정의했다:
정의: 만약 같은 속도로 던져진 두 물체가 충돌 후 여전히 같은 속도를 가지고 있다면, 그 두 물체는 질량이 같다.
이어서 그는 뉴턴의 고전역학에서 유도되는 가장 중요한 정리 중 하나인 운동량 보존법칙을 이용하여 위의 결과를 일반화시켰다.
만약 두 물체의 질량이 m1, m2이고 v1, v2가 각각 충돌 전의 속도이고 충돌 후 각각 v1 + Δv1, v2 + Δv2의 속도를 가질 때, 운동량 보존법칙에 의해
{\displaystyle m_{1}\,v_{1}~+~m_{2}\,v_{2}~=~m_{1}(v_{1}\,+\,\Delta v_{1})~:~m_{2}(v_{2}\,+\,\Delta v_{2})}
즉,
{\displaystyle m_{1}\,\Delta v_{1}~+~m_{2}\,\Delta v_{2}~=~0}
따라서 우리는 다음과 같은 결론을 얻는다.
{\displaystyle m_{2}~:~m_{1}~=~\left|\Delta v_{1}\right\vert ~:~\left|\Delta v_{2}\right\vert \cdots \left(1\right)}
우리는 위의 (1)식은 두 물체의 질량의 비율로서 정의한다.
후에 쥘스 앙드레데(Jules Andrade)는 그의 기사 ’Les idées directrices de la mécanique‘와 ’Leçons de mécanique physique‘에서 (1)식만이 반론의 여지가 없는 질량에 대한 정의라고 주장했다.
오스트리아의 철학자이자 과학자였던 에른스트 마흐는 1867년 질량에 대한 엄밀한 개념을 제시했다. 그 역시 과학에서의 형이상학적인 면들을 최대한 없애려고 했기 때문에, 순수한 과학은 사실들에 대한 추상적이고 정량적인 논의만이 이루어져야 한다고 주장했다. 마흐 역시 셍 브낭과 같이 물질의 양이란 개념을 받아들이지 않았고 이론물리학에 근거해 수학적으로 정의된 양인 질량이 진정한 과학적 개념이라고 했다. 마흐는 서로 상호작용하면서 동시에 다른 모든 입자들에 의해 영향을 받지 않는 두 입자를 통해 다음과 운동학적으로 질량을 정의했다.
그는 먼저 여러 실험적 명제와 정의를 제시했다.
# 첫 번째 실험적 명제: 어떠한 특정한 환경 내에서, 두 물체는 그 두 물체를 잇는 직선의 방향을 따라서 서로 반대 방향으로 가속도를 유발한다.
1. 정의: 두 물체의 질량의 비는 그 두 물체의 상호 유도된 가속도의 크기의 비율의 역수의 음의 값으로 주어진다.
2. 실험적 명제: 물체들의 질량의 비는 서로를 가속시키게 하는 그 물체들의 물리적 상태와는 무관하다. 물체들의 전기적 상태, 자기적 상태가 어떻건 상관없다. 또한 질량의 비를 직접적으로 구하건 간접적으로 구하건 그 값은 언제나 같다.
3. 실험적 명제: 어떠한 개수의 물체가 주어지건, 그 물체 A, B, C... 각각이 유도하는 물체 K의 가속도들은 서로 독립적이다.
4. 정의: 동역학적 힘은 물체의 질량값과 유도된 가속도를 곱한 것이다.

마흐가 제시한 명제와 정의에 따라서, 우리는 간단한 수학적 과정을 거쳐 물체의 질량의 값을 정할 수 있다.
만약 {\displaystyle a_{P/Q}}를 물체 Q에 의해 유도된 물체 P의 가속도라 하고 {\displaystyle a_{Q/P}}를 물체 P에 의해 유도된 물체 Q의 가속도라 하면, 위의 실험적 명제들을 통해 이 가속도들은 서로 방향이 반대이고 이 가속도값의 비율은 입자들의 운동상태나 위치에 상관없이 독립적인 값을 가진다는 결론을 내릴 수 있다.
위의 정의에 의해, 우리는 입자 A, B, C에 대해 아래의 관계를 얻는다.
{\displaystyle {\begin{cases}m_{A/B}\,=\,-{\frac {a_{B/A}}{a_{A/B}}}\,=\,{\text{Constant}}\\m_{A/C}\,=\,-{\frac {a_{C/A}}{a_{A/C}}}\,=\,{\text{Constant}}\\m_{C/B}\,=\,-{\frac {a_{B/C}}{a_{C/B}}}\,=\,{\text{Constant}}\end{cases}}\,\cdots \,{\text{(1)}}}
위 (1)에서의 가속도들은 실험을 통해 그 값을 결정할 수 있다.
그리고 마흐는 일련의 사고실험을 통해, 그리고 경험에서 나온 우리의 직관을 통해 위의 질량비들은 다음과 같은 관계식이 성립한다고 밝혔다. 즉, 질량비는 전이(transitive)적 관계가 성립한다는 것이 전제될 수 있다.
{\displaystyle m_{A/B}=m_{A/C}\,m_{C/B}}
따라서, 각각의 질량비는 다음과 같이 두 양수의 비로 나타내 질 수 있다.
{\displaystyle {\begin{cases}m_{A/B}\,=\,{\frac {m_{A}}{m_{B}}}\\m_{A/C}\,=\,{\frac {m_{A}}{m_{C}}}\\m_{C/B}\,=\,{\frac {m_{C}}{m_{B}}}\end{cases}}\,\cdots \,{\text{(2)}}}
우리는 다음과 같은 결론을 얻는다.
{\displaystyle {\text{(1) and (2)}}\,\Rightarrow {\begin{cases}m_{A}\,a_{A/B}\,=\,-m_{B}\,a_{B/A}\\m_{A}\,a_{A/C}\,=\,-m_{C}\,a_{C/A}\\m_{C}\,a_{C/B}\,=\,-m_{B}\,a_{B/C}\end{cases}}}
결국 만약 하나의 질량을 단위로서 취급한다면 다른 질량들의 값을 결정할 수 있다.
하지만 마흐의 이러한 정의는 이후 여러 학자들 사이에서 열띤 토론의 대상이 되었다. 아래는 마흐의 정의에 대한 반론과 이에 대한 해결방안들이다.
반론 1: 마흐는 실험적 명제 1에서 어떠한 특정한 환경 내에서 두 물체는 그 두 물체를 잇는 직선의 방향을 따라서 서로 반대 방향으로 가속도를 유발한다고 했는데 그 ’특정한 환경‘에 대한 구체적인 설명이 없다.
반론 2: 마흐의 정의에 따른 질량은 기준계에 따라 변할 수 있다. 즉, 어떤 관측자가 상호작용하는 두 입자 A, B를 관측할 때, 그 관측자의 기준계에 대한 두 입자의 질량비 mA/B는 그 관측자가 움직이는 가속도 a에 의존한다. 이 결과를 확장시키면 관측계 S에 대한 n개의 입자들의 질량과 다른 관측계 S'에 대한 그 입자들의 질량은 일반적으로 다를 수 있다. 고전역학의 공리에 따르면 질량은 어떠한 관측계에 대해서도 불변량이어야 하는데 이는 고전역학과 모순된다.
반론 3: 마흐는 실험적 명제 1에서 두 물체는 그 두 물체를 잇는 직선의 방향을 따라서 서로 반대 방향으로 가속도를 유발한다고 했는데, 그렇다면 그 가속도를 유발하는 힘의 정체는 무엇인가?
- 반론 3에 대한 해결방안: 보통의 경우에는 두 물체는 두 물체를 잇는 선을 따라서 중력에 의해 가속된다. 이는 실험적 사실을 토대로 볼 때 분명한 사실이다.

반론 4: 마흐의 정의를 적용하기 위해서는 고립된 계에 있는 물체 A, B를 찾을 수 있어야 하는데, 이러한 고립계는 사실상 거의 찾아보기 어렵다.
- 반론 4에 대한 해결방안: 두 물체 이상의 여러 물체로 이루어진 고립계를 찾을 수 있다. 그 고립계를 구성하는 N개의 입자에 대해 마흐의 질량에 대한 정의를 확장시켜 적용할 수 있다.

- 위 해결방안에 대한 새로운 반론: 입자 N개가 고립계를 구성하고 있을 때, 임의의 입자 A의 가속도는 마흐의 명제에 의해 입자 A와 다른 모든 입자 B, C, D... N 각각을 잇는 선의 방향을 가리키는 가속도로 분해될 수 있다. 입자 A, B, C... 각각에 1, 2, 3... 번호를 매기면 k번째(k = 1, 2, 3, ... N)의 입자의 가속도 ak는 다음 식을 통해 표현될 수 있다:
{\displaystyle \mathbf {a} _{k}\,=\,{\displaystyle \sum _{k=1}^{N}{\alpha _{ki}\mathbf {u} _{ki}}}\,\left(\alpha _{kk}\,=\,0\right)}
여기서 uki는 k번째 입자에서 i번째 입자를 가리키는 단위벡터이고, αki는 그에 대한 계수이다. ak와 uki는 관측을 통해 그 값을 알 수 있다. αki는 이 방정식에서의 미지수이다. 따라서 위의 방정식에서 n(n-1)개의 미지수에 대한 3n개(3차원 공간에서)의 선형방정식을 얻게 된다. 따라서 αki가 유일하게 결정되려면
{\displaystyle n(n-1)\,\leqq \,3n}
이어야 하는데 이는 n이 4이하일 때만 성립한다. 즉, 입자가 5개 이상으로 이루어진 계에서는 마흐의 정의에 따르면 질량을 유일하게 결정할 수가 없다.

- 위 반론에 대한 새로운 해결방안: n개의 입자가 주어졌을 때, 각각의 질량을 mk(k = 1, 2, ... n)이라 하고 i번째 입자에 의해 k번째 입자에 가해진 힘을 Fkiuki(uki은 힘의 단위벡터)라 하면, 뉴턴의 작용-반작용 법칙에 의해 k번째 입자의 운동방정식은 
{\displaystyle m_{k}\,\mathbf {a} _{k}\,=\,{\displaystyle \sum _{i=1,\,i\,\neq \,k}^{n}{F_{ki}\mathbf {u} _{ki}}}}
이다. 만약 관측이 r회 실시된다면 우리는 위의 방정식에서 n + (1/2)n(n-1)r개의 미지수에 대한 3nr개의 선형 연립방정식을 얻게 된다. 더불어, 고립계에서는 선운동량과 각운동량이 보존되므로, n개의 입자들은 다음 식 역시 만족한다:
{\displaystyle \displaystyle \sum _{k=1}^{n}{m_{k}\,\mathbf {a} _{k}(t)\,=\,0}}
{\displaystyle \displaystyle \sum _{k=1}^{n}{{m_{k}}[\mathbf {r} _{k}\times \mathbf {a} _{k}(t)]}\,=\,0}
우리는 위의 방정식에서 6r개의 선형연립방정식을 얻을 수 있다. 따라서, 만약 충분히 많은 관측이 실시된다면, 위의 3개의 방정식을 통해 질량을 유일하게 결정할 수 있다.

#### 힘에 의한 질량의 정의
전자기학의 성립에 매우 중요한 공헌을 한 19세기의 저명한 과학자 제임스 클러크 맥스웰 역시 질량의 엄밀한 실험적 정의를 제시했다. 그는 질량을 정의함에 있어 힘의 개념을 이용했다. 다시말해서, 맥스웰은 질량을 정의하기 위해 힘의 개념을 질량의 개념에 앞선 개념으로 취급하였다. 그는 질량을 다음과 같이 정의했다:
만약 물체 A, B를 같은 고무줄이나 용수철을 이용하여 같은 길이만큼 늘려서 각각 발사했을 때, 단위시간 후 물체 A, B의 속도가 같다면, 두 물체는 질량이 같다.
그는 역학에서 수용될 수 있는 질량에 대한 유일한 정의라고 주장했다. 또한 그는 물체가 어떤 재료로 만들어져 있건 이 정의를 적용할 수 있다고 말했다. 또한, 질량의 더하기 성질(물체의 질량은 그 물체를 구성하는 물체의 질량의 합과 같다는 기본적 전제)때문에 우리는 이 정의를 통해서 두 물체의 질량을 비교할 수 있다. 그리고 어떠한 물체를 질량의 단위로서 취급하면 다른 물체들의 질량 역시 정해질 수 있다. 맥스웰의 이러한 정의는 마흐의 정의와는 달리 질량을 정의하는 데 있어서 힘의 개념에 우선권을 두었다.
맥스웰 외에도 회플러, 엥겔마이어 등의 학자들 역시 질량의 개념이 힘의 개념에 기초해야 한다는 생각에 동의했다. 특히 엥겔마이어는 물리적 개념은 우리의 감각에서 기원한다는 것에 대한 논의를 담은 기사에서 다음과 같이 주장했다:
우리의 일상적 경험으로 인해 질량의 개념보다 힘의 개념에 더 친숙하다. 따라서 질량은 유도된 물리적 차원이어야 한다.
엥겔마이어는 길이(L), 시간(T), 힘(F)을 물리량의 기본 차원으로 제시했다. 이 제시에 따르면 질량은 F1T2L-1의 차원을 갖게 된다.

#### 에너지에 의한 질량의 정의
’에너지론‘의 열렬한 지지자였던 빌헬름 오스트발트는 질량을 에너지의 개념에 기초해 정의해야 한다고 주장했다. 그는 그의 저서 <자연철학에 대한 강의>에서 다음과 같은 상황을 통해 에너지를 통한 질량의 정의의 타당성을 강조했다.
우리는 코르크보다 바위를 던질 때 더욱 강한 충격을 느낀다. 우리는 경험을 통해 같은 속도를 부여하는 데 돌이 더 에너지가 많이 든다는 것을 안다. 움직이는 물체의 에너지는 속도 외에도 그 물체의 어떤 특별한 성질에도 의존하는데, 그것은 ’질량‘이라 불린다.
다시말해 오스트발트는 비열이 열에너지의 용량인 것처럼 질량은 운동에너지의 용량이라고 생각했다. 또한 그는 1895년 뤼벡에서 있었던 학술대회에서 그의 정의와 그가 옹호했던 ’에너지론‘과의 일관성에 대해 강조했다. 그리고 이러한 오스트발트의 정의는 폰 튜링(Von Türin)에 의해 전자기적 현상으로까지 확장되었다.
오스트발트의 질량의 개념에 있어서 주목할 점은 그의 질량의 개념이 물체를 구성하는 물질의 실체성에 대한 생각을 배제했다는 것이다. 그는 우리가 느끼고 볼 수 있는 것은 불분명하고 부정(不定)적인 물질이 아니라 물체의 운동의 근원이라 했다. 그의 자연철학은 물리적 개념을 우리가 인지할 수 없는 것이 아닌 직접 느끼고 볼 수 있는 것을 통해 이해해야 한다는 것이었다. 따라서 이러한 맥락으로 볼 때, 오스트발트의 질량의 정의는 마흐가 옹호했던 감각론적 자연철학관의 표출이라고도 볼 수 있다.

#### 무게에 의한 질량의 정의
19세기의 저명한 물리학자 하인리히 루돌프 헤르츠는 그의 저서 <역학의 원리>에서 물질 입자를 유클리드 3차원 공간상의 하나의 점으로서 생각하여 새로운 방식의 질량의 개념을 도입하였다. 그는 이어서 이론적으로 정의된 위의 질량을 실험적으로 결정하기 위해서는 무게를 재야 한다고 말했다:
우리가 통제할 수 있는 물체의 질량은 무게를 재는 것에 의해 결정된다.
헤르츠 외에도 19세기의 물리학에 관한 많은 교과서들은 질량을 저울을 사용하는 과정을 통해 정의했다. 이러한 무게에 의한 질량의 정의는 상당히 실용적이고 물체의 질량을 판단하는 데 가장 효율적이지만, 이러한 정의는 쉽게 질량과 무게의 개념에 대한 혼란을 일으킬 수 있다.

## 맥스웰 방정식으로부터 유도된 관성질량

### 전자기적 질량
1881년 조지프 존 톰슨은 관성을 전자기적 현상으로 설명할 수 있음을 발표하였다. 톰슨은 전하를 가진 도체구가 무한한 크기의 유전체를 통과할 때를 생각하였다. 맥스웰의 전자기학 이론에 의하면 변위 전류에 의해 자기장이 만들어지므로, 도체구가 운동하면 도체구의 주위에 전자기장이 생긴다. 에너지 보존 법칙에 의해 전자기장의 에너지는 움직이는 도체구에 의해 공급된 것이다. 따라서 도체구는 유전체를 통과하며 저항을 받았을 것이다. 유전체는 전도성이 없으므로 도체구는 마치 질량이 증가한 것처럼 느끼게 된다.
톰슨은 유체역학과의 비교를 통해 도체구의 질량 변화를 표현하였다. 구의 질량이 m이라고 할 때 ½mv2의 운동에너지를 가지는 것처럼, 유전체를 통과하며 받는 저항에 의해 ½μv2의 에너지를 가지는 것으로 해석할 수 있다. 즉 도체구의 전체 에너지는 ½(m+μ)v2로 나타난다. 따라서 구의 질량이 m+μ처럼 보이며, 톰슨은 유체역학에서와 같이 μ을 유도질량이라고 하였다. 톰슨은 구가 움직일 때 도체구의 전하 분포가 변하지 않는 전기장이 구에 영향을 주지 않은 채 진행한다고 가정하였다. 톰슨이 계산한 구의 관성질량은 구의 속도와는 상관 없는 값이었다. 톰슨은 결과를 일반화하여 모든 관성질량을 유도질량으로 설명하려 하지는 않았다.
1889년 올리버 헤비사이드는 톰슨의 가정에서의 오류를 개선해 구의 운동에 의해 증가한 구 바깥의 전자기장의 에너지와 질량의 증가는 각각
{\displaystyle \Delta U={q^{2}v^{2} \over 3ac^{2}}}, {\displaystyle \mu ={2 \over 3}{q^{2} \over ac^{2}}}
임을 보였다. 반지름이 a이고 표면 전하가 q인 정지된 도체구 바깥의 전자기장 U0의 전체 에너지는 q2/2a으로 표현되므로, 표면전하가 균일하게 분포하는 움직이는 구의 질량 증가는 정지 상태의 전자기장 에너지의 4/3을 c2으로 나눈 것과 같다. 헤비사이드는 톰슨과 달리 질량의 증가분을 관성질량의 일부로 인식하였다.
헤비사이드의 논문에 이어서 전자기적 현상을 역학으로 설명하려는 연구가 여러 있었다. 예를 들어 윌리엄 톰슨과 제임스 클러크 맥스웰은 에테르를 역학적 모형으로 설명하고자 하였다. 반면 루트비히 볼츠만 등은 역학을 전자기학으로 설명할 것을 주장하였다. 빌헬름 빈은 전자기학을 역학으로 설명하는 것이 점점 복잡해지므로 맥스웰 방정식에 근거해 역학 법칙을 유도하고자 하였다. 빈은 헤비사이드의 오류를 개선해 타원체가 정지했을 때의 에너지가 U0이고 타원체의 속도가 v일 때 β=v/c이면 타원체가 움직일 때 주어지는 에너지는
{\displaystyle U=U_{0}\left(1+{2 \over 3}\beta ^{2}+{16 \over 45}\beta ^{4}+\cdots \right)}
임을 구하였다. 타원체의 속도가 작을 경우 두 번째 항까지 근사해서
{\displaystyle \mu ={4 \over 3}{U_{0} \over c^{2}}}
으로 헤비사이드의 결과와 일치한다. 또한 큰 속도에서는 더 많은 항을 가지고 근사해야 하므로 빈의 결과에서 전자기적 질량은 속도에 의존한다.
막스 아브라함은 전자의 질량을 순수하게 전자기적 관점에서 설명하고자 하였다. 아브라함은 맥스웰 방정식과 힘의 밀도에 대한 로런츠 공식에서 시작해 역학적 선운동량과 전자기장의 선운동량의 합이 보존됨을 보였다. 비오-사바르 법칙을 적용해 아브라함은 전자가 속도 v로 움직일 때 전자기장의 전체 운동량
{\displaystyle \mathbf {G^{\left(f\right)}} ={4 \over 3}{U_{0} \over c^{2}}\mathbf {(} v)}
임을 유도하였다. 전자의 속도가 시간에 대해 일정하다면 전자기장의 운동량 또한 일정하며, 역학적 운동량과 장의 운동량의 합이 보존되므로 역학적 운동량 또한 일정하다. 아브라함은 이를 관성의 법칙의 전자기적 해석으로 보았다. w가 가속도이고 μ가 전자기적 질량일 때
{\displaystyle {d\mathbf {G^{\left(f\right)}}  \over dt}=\mu \mathbf {w} }
으로 표현할 수 있다. 아브라함은 운동에 평행한 방향의 운동량과 운동에 수직한 방향의 운동량을 구분하여 운동에 평행한 방향의 질량과 운동에 수직한 방향의 질량을 각각 구한다. 작은 속도의 경우 두 방향의 질량이 같고 헤비사이드의 결과와 일치한다. 발터 카우프만은 전자의 비전하를 측정하는 실험을 통해 전자의 질량이 속도에 의존함을 확인하였으며, 특히 전자의 질량이 온전히 전자기적 질량임을 보였다.
전자기적 질량의 성공을 통해 일부 물리학자들은 전하와 자기장으로만 모든 물리법칙을 설명할 수 있다고 믿게 되었다. 질량은 물질이 통과하는 매질에서의 작용에 의해 나타나며, 이로써 질량과 물질의 양 사이의 관계가 사라졌다. 그러나 전자 이외의 다른 물질에 대해서 전자기적 질량을 일반화하는 데 실패하였고, 상대론적 질량과의 괴리로 인해 전자기적 질량에 대한 반론이 증가하였다.

### 상대론적 운동량
갈릴레이 변환에서 운동량은 질량과 속도의 곱이며, 운동량 보존 법칙이 유지된다. 그러나 특수 상대성 이론에서는 모든 관성계에서 맥스웰 방정식에 의한 빛의 속력이 동등하게 나타나도록 하기 위해 로런츠 변환을 채택한다. 그러면 운동량에 추가적으로 감마 인자가 곱해져야한다.
1905년 아인슈타인이 발표한 논문에서는 전하 e를 가진 질량 m0의 물체의 운동을 생각한다. 물체의 위치가 x이고 전기장 E가 작용할 때 뉴턴의 운동 제2법칙에서 m0(d2x/dt2)=eE이다. 여기에 로런츠 변환을 적용하고 운동량이
{\displaystyle p={1 \over {\sqrt {1-v^{2}/c^{2}}}}mv}
로 정리된다. 하지만 아인슈타인의 상대론적 운동량의 유도는 전자기 이론에서 유도된 것이므로 전하를 띠지 않는 물체의 상대론적 운동량을 이야기하지 않는다.
1909년 길버트 루이스와 리처드 톨만은 질량이 같은 두 물체의 비탄성 충돌을 생각해 운동량 보존 법칙과 로런츠 변환에 근거해서만 상대론적 운동량을 유도한다. 엡스타인은 충돌이 운동방향에 수직인 경우에 대해 상대론적 운동량 식을 유도하였고, 외트너는 두 물체가 탄성충돌하는 경우에 대해서 식을 유도하였다. 이 연구들은 모두 운동량 보존 법칙이 로런츠 변환 후에도 성립한다고 가정하였다. 일반적으로 로런츠 변환이 일어날 때 운동량 보존 법칙이 여전히 성립하면 운동량은 속도에 의존하는 감마인자를 가진다.
운동량 보존 법칙이 로런츠 변환 후에도 성립한다고 가정하고 상대론적 식을 간단히 유도해 보자.
두 물체 A, B의 질량이 m로 같다고 하자. 두 물체의 질량 중심이 정지한 좌표계에서 물체 A가 물체 B를 향해 좌표계에 대해 속도 -u로 접근하면, 운동량 보존 법칙에 의해 물체 B는 물체 A의 방향으로 속도 u로 움직인다. 운동량이 보존에 의해 두 물체의 완전 비탄성 충돌이 일어난 후에는 합쳐진 물체가 질량 중심이 정지한 좌표계에 대해 정지해 있을 것이다.

충돌 전 물체 A에 대해 정지한 좌표계에서 바라보자. 충돌 전 물체 B의 속도 v를 계산하면
{\displaystyle v={2u \over 1+u^{2}/c^{2}}}
이다. 속도 v로 움직이는 물체 B의 질량이 m일 때 운동량 보존 법칙을 적용하면
{\displaystyle m\cdot 0+p=(m+p/v)\cdot u}
이다. v에 대한 식을 변형하여 p에 대해 정리하면
{\displaystyle p={1 \over v/u-1}mv={1 \over {\sqrt {1-v^{2}/c^{2}}}}mv}
로 상대론적 운동량 식이 얻어진다.
헤르만 민코프스키는 3차원 운동량 벡터에 에너지와 관련된 성분을 추가한 4차원 에너지-운동량 벡터 Pi를 사용해 상대론적 역학을 정리하였다. 에너지-운동량 벡터는 4차원 속도벡터 Ui에 항상 평행해야 하고, 외력을 받지 않는 물체의 운동량-에너지 벡터가 일치해야 한다는 것이다. 그러면 3차원 공간과 관련된 성분은
{\displaystyle \mathbf {p} ={1 \over {\sqrt {1-v^{2}/c^{2}}}}m\mathbf {u} }
로 표현된다. 물리학과 학부 교재들이 m에 감마인자를 곱한 것을 물체의 상대 질량이라고 부르는 경우가 많은데 이는 교육적 목적으로 도입한것에 가깝고 혼란을 야기한다.

### 질량-에너지 등가성
존 헨리 포인팅은 1884년 포인팅 벡터를 사용해 전자기장을 통해 전달되는 에너지를 계산하였다. 1900년에 푸앙카레는 빛의 운동량을 포인팅 벡터로 표현해 전자기파의 관성질량을 E/c으로 유도한다. 푸앙카레는 전자기 에너지를 공간에 분포하는 가상의 유체로 해석할 수 있다고 하였지만, 이 유체가 보존되는 존재임은 받아들이지 않았다. 1904년 하센뇌를은 전자기 에너지가 내부가 완벽한 거울로 되어 있는 질량이 없는 빈 상자 안에 갇혀 있으면, 그 상자가 움직일 때 전자기 에너지의 크기에 비례하는 관성을 가진 것처럼 운동한다는 것을 보였다.
일반적으로 질량-에너지 등가성은 1905년 아인슈타인이 유도한 것으로 인정된다. 아인슈타인은 맥스웰 방정식으로부터 물체가 전자기 복사의 형태로 질량 E를 방출하면 물체의 질량이 E/c2만큼 감소함을 보였다. 이로부터 아인슈타인은 물체의 질량은 물체가 가지는 에너지의 척도라고 결론을 내렸다. 그러나 아인슈타인의 1905년 논문에서는 유도 과정에서 질량-에너지 동등성과 관계된 가정이 포함되어 있어 순환 논리의 오류가 있다. 질량-에너지 동등성은 1907년 막스 플랑크에 의해 올바르게 유도되었다.
물체의 운동에너지에 대해서는 질량-에너지 동등성을 간단히 증명할 수 있다. 운동에너지는
{\displaystyle E_{k}=\gamma mc^{2}-mc^{2}}

로 정리된다. mc2을 물체의 정지에너지라 한다. 
만일 물체의 모든 에너지가 운동에너지로 환원될 수 있으면 정지에너지는 0이고, 질량과 에너지는 동일한 물리적 존재의 다른 표현이 된다. 질량이 남김없이 에너지를 전환될 수 있음은 물질의 쌍생성과 쌍소멸에 대한 실험에 의해 확인되었다.
질량과 에너지가 남김없이 상호 전환될수 있지만 항상 모든 질량이 에너지로 전환되는 것은 아니다. 고전적 관점에서 물체를 질량과 에너지로 구분하는 기준은 반응의 종류에 따라 다르다. 화학 반응에서는 최외곽 전자의 에너지만이 변화하며 물질의 핵력, 내부 전자껍질의 에너지 등의 나머지 부분은 질량으로 볼 수 있다. 반면 기본 입자의 반응에서는 입자의 모든 에너지가 다른 형태로 전환되기 때문에 입자의 변화하지 않는 질량은 존재하지 않는다.
질량-에너지 동등성이 확립되기 이전에는 운동량 보존, 질량 보존, 에너지 보존의 법칙이 각각 따로 존재하였다. 3차원 공간에서 운동량 보존 법칙은 세 성분이 존재하므로 모든 물리적 현상은 총 다섯 개의 등식을 만족해야 했다. 질량-에너지 동등성 이후에는 4차원 운동량-에너지 벡터의 보존 하나만이 존재한다. 따라서 질량 보존과 에너지 보존이 통합되어 물리적 현상 네 개의 등식만을 만족하면 된다. 더불어 질량-에너지 동등성에 의해 에너지의 단순한 차이뿐만 아니라 절대적인 값이 의미를 가지게 되었으며, 전자기적 질량이 전자기장의 에너지를 질량으로 표현하려는 노력임을 이해하게 되었다.

### 상대론적 관성과 전자기적 관성의 비교
먼저, 상대론을 고려하면 질량은 관성의 척도가 아님을 언급한다. 관성을 {\displaystyle \mathbf {F} =C\mathbf {a} }일 때 {\displaystyle C}라고 정의하는데, 이는 상대론에서는 관성이 감마인자를 포함하여 속력에 영향을 받을 뿐만 아니라, 추가적으로 속도와 힘이 이루는 각도에도 영향을 받는다. 힘과 속도가 수직하면,
{\displaystyle \mathbf {F} =\gamma m\mathbf {a} }
평행하면
{\displaystyle \mathbf {F} =\gamma ^{3}m\mathbf {a} }
으로 각각 관성이 {\displaystyle \gamma m}과 {\displaystyle \gamma ^{3}m}이다. 즉 뉴턴 역학 때처럼  일관된 관성이 정해지지 않는다.
이제 윗 항목에 나온 특수한 상황들을 보자. β=v/c일 때 아브라함의 전자기적 관성을 급수로 전개하면
{\displaystyle m\left(1+{2 \over 5}\beta +{9 \over 35}\beta ^{2}+\cdots \right)}
이고 아인슈타인의 상대론적 관성을 전개하면
{\displaystyle m\left(1+{1 \over 2}\beta +{3 \over 8}\beta ^{2}+\cdots \right)}
로 다르다. 전자기적 관성과 상대론적 관성 중 옳은 식을 실험을 통해 가려내고자 하는 노력이 있었다. 1902년 카우프만은 전자의 비전하를 측정하여 전자기적 질량이 참이라고 주장하였다. 그러나 막스 플랑크는 카우프만의 실험 결과를 통해 두 이론 중 참인 것을 가려낼 수 없음을 지적하였다. 전자의 비전하를 측정한 이후의 실험들의 결과는 상대론적 관성 식을 지지하였다.
에너지의 관점에서 전자기적 관성과 상대론적 관성의 차이를 이해할 수 있다. 전자기적 관성의 경우 {\displaystyle m=}{\displaystyle (4/3)}{\displaystyle E/c^{2}}이지만, 상대론적 관성의 경우 {\displaystyle m=E/c^{2}}으로 두 개념의 질량-에너지 동등성 식에 차이가 존재한다. 전자기적 관성에 계수 4/3이 붙은 것은 아브라함의 전자기적 관성의 정의가 움직이는 입자의 부피 바깥에서만 전자기장의 에너지를 적분하였기 때문이다. 상대론적으로 올바른 전자기적 질량의 정의에서는 입자의 텐서를 포함하는 전체 에너지-운동량 텐서에 기반해야 한다.

## 중력질량

### 능동적 중력질량
능동적 중력질량은 물체 주위의 공간에 중력장을 만들어내는 물체의 성질이다.

#### 케플러
요하네스 케플러는 튀코 브라헤의 행성 관측 결과를 바탕으로 행성들의 궤도를 설명하는 법칙 세 가지를 발표하였다. 세 번째 법칙인 조화의 법칙은 태양계의 모든 행성의 공전 장반경의 세제곱과 공전 주기의 제곱의 비가 일정하다는 것이다. 이 비율은 태양이 만드는 중력의 세기를 서술하므로 태양의 능동적 중력질량을 의미한다. 이 값을 표준 중력계수라 한다.
{\displaystyle \mu =4\pi ^{2}{\frac {a^{3}}{T^{2}}}\propto m_{g}}
갈릴레오 갈릴레이는 케플러가 조화의 법칙을 발표한 이듬해 망원경으로 목성 주위를 도는 위성 네 개를 발견한다. 갈릴레오는 위성들의 공전 주기와 공전 장반경을 측정한다. 여기서 목성의 능동적 중력질량을 측정할 수 있는데, 그 값은 태양의 1000분의 1 정도이다.

#### 갈릴레오
갈릴레오 갈릴레이는 실험을 통해 낙하하는 물체의 운동을 설명하고자 하였다. 아리스토텔레스와 달리 갈릴레오는 물체의 운동이 물체의 무거운 정도와 관련이 없다고 주장하였다. 이를 증명하기 위해 갈릴레오는 두 개의 무게가 다른 물체가 실로 연결된 경우에 대한 사고 실험을 제안하였다. 고전적 사고방식에서는 두 물체의 무게의 총합이 더 커졌으므로 각각을 떨어뜨릴 때보다 더 빨리 떨어지는지, 가벼운 물체가 무거운 물체가 빨리 떨어지는 것을 방해할 것인지 모순이 생긴다. 갈릴레오는 이에 대한 결론은 모든 물체가 같은 빠르기로 운동해야 한다는 것이다.
갈릴레오는 1638년에 발간된 《두 가지 새로운 과학》에서 기울어진 면을 내려오는 구의 가속도를 측정한 실험을 소개한다. 갈릴레이는 기울어진 면의 다양한 각도에서 실험한 결과 물체는 자유낙하에서 낙하한 시간의 제곱에 비례하는 길이만큼 낙하한다고 하였다. 이로써 갈릴레이는 지구의 중력장에 의한 중력 가속도는 낙하하는 물체의 질량과 관계 없음을 보였다. 그러나 케플러의 중력 질량과 갈릴레이의 중력장은 뉴턴에 의해서야 통합된다.

#### 뉴턴
로버트 훅은 1674년에 모든 천체는 다른 천체에 자신의 중심으로 향하는 인력을 작용한다고 기술하였다. 훅은 이 인력이 다른 천체가 천체의 중심에 얼마나 가까운지에 따라 인력이 증가한다고 생각하였다. 훅은 중력이 두 천체의 거리의 역제곱에 비례함을 아이작 뉴턴에게 증명하게 하였다. 뉴턴은 프린키피아에 중력의 역제곱 법칙을 서술하였다.
뉴턴은 케플러의 세 법칙으로부터 중력질량과 갈릴레오의 중력가속도를 연결하는 다음 관계를 증명하였다.
{\displaystyle g={\frac {\mu }{r^{2}}}}
g는 천체가 중력장에 의해 받는 가속도이고, μ는 중력을 생성하는 천체의 표준 중력 계수이며, r은 두 천체 사이의 거리이다. 이제 두 가지 방법으로 지구의 질량을 측정할 수 있게 되었다. 달의 궤도를 분석해 케플러의 방법에 따라 지구의 질량을 계산할 수 있고, 지구 표면에서 중력가속도를 측정하여 지구 반지름의 제곱을 곱해 지구의 능동적 중력질량을 측정할 수도 있다. 두 방법으로 계산한 결과 지구의 질량은 태양 질량의 300만분의 1로 일치한다.
훅의 논의에서는 왜 천체만 중력장을 형성하는지와 왜 인력의 방향이 천체의 중심을 향하는지를 설명하지 않았다. 뉴턴은 천체에 대한 훅의 논의를 모든 물체로까지 보편화시켜 모든 물체가 능동적 중력질량을 가지고 따라서 중력장을 형성한다고 하였으며, 그 세기는 거리의 제곱에 반비례한다고 하였다. 뉴턴은 이를 바탕으로 큰 구형 물체가 여러 작은 질량 요소로 이루어져 있을 때 각각이 형성하는 중력장의 합을 구하여 천체가 만드는 중력장의 방향을 계산하였다. 이를 중첩원리라 한다. 계산 결과 같은 반지름에 해당하는 지점의 밀도가 모두 같을 경우 물체는 전체질량에 비례하고 물체 중심으로부터 거리의 제곱에 반비례하는 중력장을 형성하여 훅의 이론의 문제점을 설명하였다. 왼쪽 그림에서 지구의 각 부분은 능동적 중력질량을 가지므로 각 부분마다 중력장을 형성한다. 각 부분의 영향을 모두 합성하면 마치 오른쪽 그림처럼 지구 전체가 지구 중심으로 향하는 중력장을 형성한 것과 같다.

### 수동적 중력질량
수동적 중력질량은 중력장에 의해 영향을 받는 물체의 성질이다.
물체가 중력장 내에 있을 때, 중력가속도의 크기가 g이고 물체가 받는 중력의 크기가 F일 때, 물체의 수동적 중력질량은
{\displaystyle m_{p}={F \over g}}
로 주어진다.

#### 무게
무게는 중력장 내에서 물체가 정지하도록 가해 주어야 하는 힘의 크기이다. 따라서 물체의 무게는 물체의 수동적 중력질량과 비례한다. 그러나 무게는 실생활에서 흔히 질량과 혼용된다. 무게는 힘의 크기이므로 단위가 뉴턴(N)이며, 중력장의 세기가 바뀌면 무게도 바뀐다. 질량은 중력장의 세기와 무관하게 주어진 값이므로 어느 곳에서나 일정하다. 하지만 지구 표면에서는 중력장의 세기가 거의 바뀌지 않기 때문에 물체의 무게는 어디서나 똑같이 느껴지고, 따라서 옛날 사람들은 무게가 물질의 근본적인 성질이라 착각하였다.

### 능동적, 수동적 중력질량의 동등성
능동적 중력질량과 수동적 중력질량의 동등성은 작용 반작용의 법칙에 의해 주어진다. 물체 1의 수동적 중력질량을 {\displaystyle m_{p1}}, 능동적 중력질량(표준 중력계수)을 {\displaystyle \mu _{1}}라 하고, 물체 2의 수동적, 능동적 중력질량을 각각 {\displaystyle m_{p2}}, {\displaystyle \mu _{2}}라 하자. 물체 1이 물체 2에 작용하는 중력의 크기와 이고 물체 2가 물체 1에 작용하는 중력의 크기는 각각
{\displaystyle F_{21}={m_{p2}\mu _{1} \over r^{2}}}, {\displaystyle F_{12}={m_{p1}\mu _{2} \over r^{2}}}
로 주어진다. 작용 반작용의 법칙에 의해 {\displaystyle F_{21}=F_{12}}이므로
{\displaystyle {m_{p1} \over \mu _{1}}={m_{p2} \over \mu _{2}}}

로 수동적 중력질량과 능동적 중력질량이 비례하는 것은 당연한 결과이다.
이 때 두 가지 중력질량의 비례계수를 1로 해주는 상수를 중력상수 G로 정의한다. 따라서 뉴턴의 중력법칙은
{\displaystyle F_{21}=G{m_{a1}m_{p2} \over r^{2}}}
로 주어진다. 1797년 헨리 캐번디시가 처음으로 비틀림 저울을 사용해 중력상수를 측정했으며, 오늘날 중력상수의 값은
{\displaystyle G=6.674\times 10^{-11}\ {\mbox{m}}^{3}\ {\mbox{kg}}^{-1}\ {\mbox{s}}^{-2}}
으로 알려져 있다.

## 관성질량과 중력질량의 동등성

### 뉴턴 역학
뉴턴의 운동 제2법칙과 중력법칙을 이용하면 물체가 중력만을 받을 때 물체의 가속도는
{\displaystyle a={M \over m}g}
로 주어진다. 여기서 m은 물체의 관성질량이고 M은 물체의 중력질량이다. 따라서 물체가 똑같은 중력장 내에서 항상 일정한 가속도를 가지는 것과 물체의 관성질량과 중력질량의 동등성은 동치이다.
물체의 관성질량과 중력질량의 동등성은 실험적인 사실이다. 뉴턴은 진자를 사용한 실험을 바탕으로 관성질량과 중력질량의 동등성을 주장하였다. 이후 프리드리히 베셀은 뉴턴의 실험을 더 정확하게 발전시켰다. 외트뵈시 로란드는 중력과 지구의 회전에 의한 힘을 철사의 비틀림을 사용해 비교하였다. 로버트 헨리 딕은 비틀림 저울을 사용해 정밀도를 향상시켰다. 계속적으로 정밀도가 향상된 실험이 진행되었고, 모두 관성질량이 중력질량에 비례함을 확인하였다. 현재 관성질량과 중력질량이 5×10−13의 정밀도로 일치함이 확인되어 있다.

### 일반 상대성 이론
일반 상대성 이론에서는 관성질량과 수동적 중력질량이 서로 비례하는 것이 등가원리에 의해 당연하다. 일반상대론의 등가원리에서는 '균일한 중력장 아래서 기술되는 물리법칙은 그 중력장에 해당하는 등가속도 운동을 하는 기준계에서 기술되는 물리법칙과 동일하다.' 즉 중력장에 의해 물체가 느끼는 중력과 가속되는 물체가 느끼는 힘은 동일하며, 관성질량과 수동적 중력질량이 동등하다.
반면 일반 상대성 이론에서는 작용 반작용의 법칙을 적용할 수 없으므로 수동적 중력질량과 관성적 중력질량의 동등성을 바로 유도할 수 없다. 하지만 에너지-운동량 텐서를 통해 관성질량과 능동적 중력질량의 동등성을 증명할 수 있다. 따라서 일반 상대성 이론에서는 세 가지 질량의 정의가 이론적으로 동등하다.

## 같이 보기
| 질량과 관련한 자연철학자, 물리학자 - 플라톤 - 아리스토텔레스 - 데모크리토스 - 루크레티우스 - 뷔리당 - 갈릴레이 - 하위헌스 - 데카르트 - 아이작 뉴턴 - 라이프니츠 - 임마누엘 칸트 - 레온하르트 오일러 - 생 브낭 - 에른스트 마흐 - 제임스 클러크 맥스웰 - 하인리히 헤르츠 - 빌헬름 오스트발트 - 올리버 헤비사이드 - 발터 카우프만 - 막스 아브라함 - 외트뵈시 - 아인슈타인 | 질량과 관련된 개념, 이론 - 관성 질량 - 뉴턴의 운동 법칙 - 작용 반작용의 법칙 - 질량 보존의 법칙 - 특수 상대성 이론 - 질량 에너지 동등성 - 에너지 - 에너지 보존법칙 - 중력 질량 - 부피 - 밀도 - 무게 - 중력 - 만유인력의 법칙 - 등가 원리 |

### 참조주
1. ↑  D. T. Goldman and R. J. Bell (1981). 《The International System of Units(SI)》. 4th ed., p. 3-5.
2. ↑  Loi Relative aux poids et mesures. Du 18 Germinal, an 3.e de la République française, une et indivisible (파리, 1795)
3. ↑  C. H. Page and P. Vigoureux (1975). 《The International Bureau of Weights and Measures(1875-1975)》. , p.61
4. ↑  Thomas Ibel (1908). 《Die Wage im Altertum und Mittelalter》.
5. ↑  Lenk (1926). 《Die Messkunde als nationales und internationales Problem》.
6. ↑  Max Jammer (1961). 《Concepts of mass in classical and modern physics》. Dover. , p.16-17
7. 1 2  Max Jammer (1961). 《Concepts of mass in classical and modern physics》. Dover. , p.17
8. ↑  Hans Joachim von Alberti (1957). 《Mass und Gewicht》. , p.25
9. ↑  Pierre Boutroux (1921). 《Revue de Metaphysique 28, 660》. L'histoire des principes de la dynamique avant Newton
10. ↑  David Charles Lindberg (1992). 《서양과학의 기원들》. 나남. , 이종흡 역, p. 109
11. ↑  Robert. M. Hutchins (1952). 《Great Books of the Western World》. , book 8, p.295
12. ↑  Max Jammer (1997). 《Concepts of mass in classical and modern physics》. Dover. , p. 18
13. ↑  David Charles Lindberg (1992). 《서양과학의 기원들》. 나남. , 이종흡 역, p. 106-111
14. ↑  Aristotle. 《Physcis》., R. P. Hardie, R. K. Gaye 역, Book IV, Chapter 8, 215 a (29-30)
15. ↑  Aristotle (1939). 《On the heavens》. Harvard University Press., W. K. C. Guthrie 역, p.279
16. ↑  Max Jammer (1997). 《concepts of mass in classical and modern physics》. Dover., p.19
17. ↑  Max Jammer (1997). 《Concepts of mass in classical and modern physics》. Dover., p.30
18. ↑  J. Bassfreund (1886). 《über das Prinzip des Sinnlichen oder die Materie bei Plato》., 라이프치히, p.48
19. 1 2  Max Jammer (1997). 《Concepts of mass in classical and modern physics》. Dover., p.23
20. ↑  Sextus Empiricus. 《Against the mathematicians》., 1, 21; 10, 240, 257; 11, 226.
21. ↑  Max Jammer (1997). 《Concepts of mass in classical and modern physics》. Dover., p.24
22. ↑  G. Cobet (1850). 《Diogenes Laertius's De clarorum philosophorum vitis》. 제 1권, 44, p. 238: "Nihil ex eo quod non sit fieri, neque in id quod haudquaquam sit corrumpi"
23. ↑  T.Lucretius. 《De rerum natura》., 제 1권 150연: "nullam rem e nilo gigni divinitus umquam"
24. ↑  Lucretius (1952). 《The nature of the universe》. Penguin Classics., Melbourne, London, Baltimore, p.33
25. ↑  《De rerum natura》. nam si tantundemst in lanae glomera quantum corporis in plumbo est, tantundem pendere par est., book I, 제 360연.
26. ↑  Max Jammer (1997). 《Concepts of mass in classical and modern physics》. Dover. Secondly, the passage clearly suggests a proportionality between "as much matter"(quantum corporis) on the one hand "weight"(pendere) on the other. Thus for Lucretius weight could have served as a measure of the quantity of matter..., pp.26-27.
27. 1 2  Vitruvius. 《"De Architectura, Book IX, paragraphs 9–12, text in English and Latin"》. 2007년 8월 30일에 확인함. pp. 204-205, (University of Chicago)
28. ↑  Max Jammer (1997). 《Concepts of mass in classical and modern physics》. Dover. , p. 27-29
29. ↑  김영식 (2001). 《과학혁명, 전통적 관점과 새로운 관점》. 아르케., p.62
30. ↑  P. Duhem (1913). 《Le système de monde, vol. 1》., p.380ff, 6세기경의 존 필로포누스의 반대에 대해 다루는 책이다.
31. ↑  Johan Christaan Boudri (2002). 《What was mechanical about mechanics》. Springer., p. 53
32. ↑  김영식 (2001). 《과학혁명, 전통적 관점과 새로운 관점》. 아르케., p. 67
33. ↑  Buridan (1509). 《Quaestiones super octo libros Physicorum, book 8, question 12》., 뷔리당의 책 질문 12의 번역은Marshall Clagett (1959). 《The science of mechanics of Middle Ages》. University of Wisconsin Press. 535쪽.을 보라.
34. ↑  Pedersen, Olaf (1993년 3월 26일). 《Early physics and astronomy: a historical introduction》. CUP Archive. 210쪽. ISBN 9780521408998. 2010년 6월 16일에 확인함.
35. ↑  David Charles Lindberg (1992). 《서양과학의 기원들》. 나남. , 이종흡 역, p. 492-493
36. ↑  Albertus de Saxonia (1500?). 《Quaestiones super octo libros Physicorum》.
37. ↑  Nicole Oresme. 《Le livre de ciel et du monde》.A. D. Menut and A. J. Denomy (1941-43). 《Mediaeval studies, vols. 3-5》.
38. ↑  김영식 (2001). 《과학혁명, 전통적 관점과 새로운 관점》. 아르케., p.69-70
39. ↑  Salusbury, Thomas 역 (1661). 《Galilei, Galileo Dialogues on two world systems》. 126쪽. for whoever shall examine the same, shall find the event succeed quite contrary to what hath been written of it: that is, he shall see the stone fall at all times in the same place of the Ship, whether it stand still, or move with any whatsoever velocity.
40. ↑  “Dialogue concerning on two world systems”. 2007년 7월 3일에 원본 문서에서 보존된 문서. 2011년 11월 26일에 확인함.
41. ↑  Frederick Suppe (1977). 《The Structure of Scientific Theories》. University of Illinois Press., p.319
42. ↑  Frederick Suppe (1977). 《The Struectue of Scientific Theories》. University of Illinois Press., p.319-320
43. ↑  Stillman Drake (1957). 《Discoveries and opinions of Galileo》. Doubleday., p.274
44. ↑  Giorgio de Santillana 에디션. (1953). 《Galileo Galilei, Dialogue on the great world systems.》. University of Chicago Press., p.252
45. ↑  De Caelo. 《Aristotle》., 268b 15-21, 269a 19-20, 24-26, 270b 32-33 참조
46. ↑  Max Jammer (1997). 《Concepts of mass in classical and modern physics》. Dover., p.53
47. ↑  《Opera omnia, 제 3권에서 Astronomia nova aitiologetos seu physica coelestis, tradita commentariis de motibus Stellae Martis(1609)부분, part 3, chap. 34》. 1860. Necesse est igitur, ut planetariorum globorum natura sit materiata, ex adhaerente proprietate inde a rerum principio prona ad quietem seu ad privationem motus, p. 305
48. ↑  C. Frisch가 정리한 케플러의 저서집《Opera omnia의 제 3권 Astronomia nova aitiologetos seu physica coelestis, tradita commentariis de motibut Stellae Martis(1609)》. 1860. Si duo lapides in aliquo loco mundi collocarentur propinqui invicem extra orbem virtutis tertii cognati corporis, illi lapides ad similitudinem duorum magneticorum corporum coirent loco intermedio, quilibet accedens ad alterum tanto intervallo, quanta est alterius moles in comparatione., p.151
49. ↑  Max Jammer (1997). 《Concepts of mass in classical and modern physics》. Dover., p.54
50. ↑  Max Jammer (1997). 《Concepts of mass in classical and modern physics》. Dover., p.55
51. ↑  C. Frisch가 정리한 케플러의 저서집 《Opera omnia 제 6권의 De causis planetarum》. 1896. Materiae enim ... propria est inertia, repugnans motui, eaque tanto fortior, quanto major est copia materiae in angustum coacta spatium., p.174-175
52. ↑  C. Frisch가 정리한 케플러의 저서집 《Opera omnia 제 1권》. 1858. Corpora planetarum in motu seu translatione sui circa Solem non sunt consideranda ut puncta mathematica, sed plane ut corpora materiata et cum quodam quasi pondere (ut in libro de stella nova scripsi) hoc est, in quantum sunt praedita facultate renitendi motui intrinsecus illato pro mole corporis et densitate materiae., p. 161
53. ↑  데카르크의 물질의 본질에 관한 언급은 그의 저서 <철학원리>(Principia philosophiae)를 참조하라. 링크: “데카르트의 <철학원리> part 2, sec. IV.”.
54. ↑  Max Jammer (1997). 《Concepts of mass in classical and modern physics》. Dover., p.61
55. ↑  C. adam and P. Tannery 에디션. 《Oeuvres de Descartes, vol.9》., pp.84-86
56. ↑  I.Bernard Cohen and Anne Whitman (1999). 《The Principia》. University of California Press., p.101
57. ↑  I.Bernard Cohen and Anne Whitman (1999). 《The Principia》. University of California Press., p.46
58. ↑  Max Jammer (1997). 《Concepts of mass in classical and modern physics》. Dover., p.62
59. 1 2  Max Jammer (1997). 《Concepts of mass in classical and modern physics》. Dover., p.63
60. ↑  Henry Crew (1928). 《The rise of modern physics》. Williams & Willkins., p.121
61. ↑  《Oeuvres complète de Christiaan Huygens, vol.16》. 1929. ...Dividatur AB in C ut sit AC ad CB, sicut B ad A magnitudine..., p.65
62. 1 2  F. Cajori (1947). 《Sir Issac Newton's Mathematical principles of natural philosophy and his System of the world(Motte의 번역 개정판)》. University of California Press., p.1
63. 1 2 3  Max Jammer (1997). 《Concepts of mass in classical and modern physics》. Dover., p.80
64. 1 2  Max Jammer (1997). 《Concepts of mass in classical and modern physics》. Dover., p.83
65. ↑  Euler, ed. Stäckel (1736). 《Mechanica》., p.52
66. ↑  Max Jammer (1997). 《Concepts of mass》. Dover., p.89
67. ↑  F. Cajori (1947). 《Sir Issac Newton's Mathematical principles of natural philosophy and his System of the world(Motte의 번역 개정판)》. University of California Press., pp.1-2
68. ↑  James, T. Cushing (1998). 《Philosophical concepts in physics》. Cambridge University Press., Chap 7, p.99
69. ↑  I. Bernard Cohen and Anna Whitmann (1999). 《The Principia, 번역 개정판》. University of California Press., pp.86-7
70. ↑  I. Bernard Cohen and Anna Whitmann (1999). 《The Principia, 번역 개정판》. University of California Press., p.89
71. 1 2  I. Bernard Cohen and Anna Whitmann (1999). 《The Principia, 번역 개정판》. University of California Press., p.87
72. ↑  I. Bernard Cohen and Anna Whitmann (1999). 《The Principia, 번역 개정판》. University of California Press., p.700-1
73. ↑  I. Bernard Cohen and Anna Whitmann (1999). 《The Principia, 번역 개정판》. University of California Press., p.806-9
74. ↑  Paul Volkmann (1910). 《Erkenntnistheoretische Grundzüge der Naturwissenschaften und ihre Beziehungen zum Geistesleben der Gegenwart, ed.2》., p.359
75. ↑  Ferdinand Rosenberger (1895). 《Isaac Newton und seine physikalischen Principien》. Leipzig., part 3, pp.173, 192
76. ↑  Leon Bloch (1908). 《La philosophie de Newton》. Paris. Cette idée n'a pas besoin d'être expliquée, Newton la considére comme claire par elle-même et il s'en sert pour d´finir les autres., p.140
77. ↑  (tr)I. Bernard Cohen, Anne Whitmann (1999). 《The Principia》. University of California Press., p.90
78. ↑  (tr)I. Bernard Cohen, Anne Whitmann (1999). 《The Principia》. University of California Press., pp.89-91
79. ↑  Max Jammer (1997). 《Concepts of mass in classical and modern physics》. Dover., p.77
80. ↑  J. E. Erdmann (1840). 《Commentatio de anima brutorum, Opera philosophica quae extant, latine, gallica, germanica omnia》. Materia in se sumta seu nuda constituitur per Antitypiam et Extensionem., part I, p.463
81. ↑  G. I. Gerhardt (1856). 《Mathematische Schriften》. S'il n'y avoit dans les corps que l'étendue ou la situation, c'est-à-dire ce que les Géomètres y connoissent, joint à la seule notion du changement, cette étendue seroit entièrement indifférente à l'égard de ce changement; et les résultats du concours des corps s'expliqueroient par la seule composition Géomètrique des mouvements ... ce qui est entièrement irréconciliable avec les expériences., p.240
82. ↑  《Journal des sçavans》. 1691. Nous remarquons dans la matière une qualité que quelques-uns ont appell&eactue;e l'inertie naturelle, par laquelle le corps résiste en quelque façon au mouvement; en sorte qu'il faut employer quelque force pour l'y mettre,(faisant même abstraction de la pesanteur) et qu'un grand corps est plus difficilement ébranlé qu'un petit corps., p.142
83. ↑  Gottfried Wilhelm von Leibniz (1689). 《Dynamica de potentia et legibus naturae corporea》., part I, chap.2, proposition 3
84. ↑  O. Bük (1907). 《Neuer Lehrbegriff der Bewegung und Ruhe, in Immanuel Kants kleinere Schriften zur Naturphilosophie》. Ein Wort ohne alle Bedeutung., p.302
85. ↑  O. Bük (1907). 《Neuer Lehrbegriff der Bewegung und Ruhe, in Immanuel Kants kleinere Schriften zur Naturphilosophie》. Alle Veränderung der Materie hat eine äussere Ursache. Ein jeder Körper verharrt in seinem Zustande der Ruhe oder Bewegung... wenn er nicht durch eine äussere Ursache genötigt wird, diesen Zustand zu verlassen., p.291
86. ↑  O. Bük (1907). 《Neuer Lehrbegriff der Bewegung und Ruhe, in Immanuel Kants kleinere Schriften zur Naturphilosophie》. Die Quantität der Materie ist die Menge des Beweglichen in einem bestimmten Raum. Dieselbe, sofern alle ihre Teile in ihrer Bewegung als zugleich wirkend (bewegend) betrachtet werden, heisst die Masse., p.283
87. ↑  Jules Andrade (1898). 《Revue philosophique de la France et de l'étranger 46》., pp.399-419
88. ↑  Jules Andrade (1898). 《Leçons de mécanique physique》., p.53
89. ↑  《Carl's Repertorium der Experimentalphysik 4》. 1868., ’Über die Definition der Masse‘, pp.355-359
90. ↑  Ernst Mach (1883). 《Die Mechanik in ihrer Entwicklung, historisch-kritisch dargestellt》. Leipzig. 혹은 Die Mechanik in ihrer Entwicklung, historisch-kritisch dargestellt
를 번역하여 출판된 (tr)T. J. McCormack (1942). 《The science of Mechanics》., p.304
91. ↑  Paul Appell (1918). 《"Sur la notion d'axes fixes et de mouvement absolu," Comptes rendus 166》., pp.513-516
92. ↑  T. Wulf (1899). 《"Zur Mach'schen Massendefinition," Zeitschrift für physikalischen und chemischen Unterricht 12》., pp.205-208
93. ↑  C. G. Pendse (1937). 《"A note on the definition and determination of mass in Newtonian mechanics," Philosophical Magazine 24》., pp.1012-1022
94. ↑  C. G. Pendse (1939). 《"A further note on the definition and determination of mass in Newtonian mechanics," Philosophical Magazine 27》., pp.51-61
95. 1 2  Max Jammer (1997). 《Concepts of mass in classical and modern physics》. Dover., p.103
96. ↑  James Clerk Maxwell. 《Matter and motion, with notes and appendices by Sir Joseph Larmor》. Dover., p.34
97. ↑  Clémentitch de Engelmeyer (1895). 《"Sur l'origine sensorielle des notions mécaniques," Revue philosophique de la France et de l'étranger 39》. Les études psycho-physiologiques démontraient que notre expérience de chaque jour nous prépare mieux à comprendre la notion de la force que celle de la masse. Pour ma part je crois qu'il en est ainsi. La masse alors rentrrerait parmi les autres grandeurs dériv&eactue;es, pp.511-517
98. ↑  Wilhelm Ostwald (1902). 《Vorlesungen über Naturphilosophie, ed.2》. Leipzig., p.184
99. ↑  Wilhelm Ostwald (1902). 《Vorlesungen über Naturphilosophie, ed.2》. Leipzig., p.185
100. ↑  V. von Türin (1906). 《"Über die Grundsätze und Hauptbegriffe der Mechanik," Annalen der Naturphilosophie 5》., pp.378-394
101. ↑  Max Jammer (1997). 《Concepts of mass in classical and modern physics》. Dover., p.109
102. ↑  Heinrich Hertz (1894). 《Die Prinzipien der Mechanik in neuem Zusammenhang dargestellt》. Leipzig.또는 R. S. Cohen (1956). 《The principles of mechanics》. New York: Dover., p.46
103. ↑  Max Jammer (1997). 《Concepts of mass in classical and modern physics》. Dover., p.105
104. ↑  J. J. Thompson, On the electric and magnetic effects produced by the motion of electrified bodies, Philosophical Magazine 11, 229-249 (1881)
105. ↑  Oliver Heaviside, On the electromagnetic effects due to the motion of electrification through a dielectric, Philosophical Magazine 27, 324-339 (1889)
106. ↑  Ludwig Boltzmann, Vorlesungen über die Prinzipe der Mechanik (Leipzig, 1897)
107. ↑  Wilhelm Wien, Recueil de travaux offerts par les auteurs à H. A. Lorentz (The Hague, 1900), p. 96-107
108. ↑  Max Abraham, Theorie der Elektrizität, (Teubner, Leipzig, 1905)
109. ↑  Walter Kaufmann, Über die elektromagnetische Masse des Elektrons, Gőttinger Nachrichten (1902), p. 291-296
110. ↑  Albert Einstein, Zur Elektrodynamik bewegter Körper, Annalen der Physik 17', 891-921 (1905)
111. ↑  Gilbert N. Lewis and Richard C. Tolman, The principle of relativity and non-Newtonian mechanics, Philosophical Magazine 18, 510-523 (1909)
112. ↑  Paul S. Epstine, Über relativistische Statik, Annalen der Physik 36, 779-795 (1912)
113. ↑  Ferencz Jüttner, Die Gestze des Stosses in der Lorentz-Einsteinschen Relativtheorie, Zeitschrift für Mathematik und Physik 62, 410-433 (1913)
114. ↑  Henri Poincaré, La théorie de Lorentz et le principe de réaction, Archives Néerlandaises des sciences exactes et naturelles 2, 232 (1900)
115. ↑  Fritz Hasenörl, Zur Theorie der Strahlung in bewegten Körpern, Annalen der Physik 15, 344-370 (1904)
116. ↑  Albert Einstein, Ist die Trägeheit eines Körpes von seinem energieinhalt abhängig?, Annalen der Physik 18, 639-641 (1905)
117. ↑  Herbert E. Ives, Deviation of the mass-energy relation, Journal of the Optical Society of america 42, 540-543
118. ↑  Sitzungberichte der preussischen Akademie der Wissenshaften, physik.-mathem. Klasse 13 (1907년 6월)
119. ↑  P. M. S. Blackett and G. P. S. Occhialini, Proceedings of the Royal society, London 139, 699 (1933)
120. ↑  Max Jammer, Concepts of Mass in Classical and Modern Physics, (Dover, 1997), pp. 184
121. ↑  Max Jammer, Concepts of Mass in Classical and Modern Physics, (Dover, 1997), pp. 182
122. ↑  Okun, L.B. "The concept of mass(mass, energy, relativity)" Usp.Fiz.Nauk 158, 511-530 (July 1980)
123. ↑  Max Jammer, Concepts of Mass in Classical and Modern Physics, (Dover, 1997), p. 184
124. ↑  Curious About Astronomy: How do you measure a planet's mass?. Curious.astro.cornell.edu. Retrieved on 2011-03-12.
125. ↑  Max Jammer, Concepts of Mass in Classical and Modern Physics, (Dover, 1997), pp. 126
126. ↑  P.J. Mohr, B.N. Taylor, and D.B. Newell (2011), "The 2010 CODATA Recommended Values of the Fundamental Physical Constants" (Web Version 6.0). National Institute of Standards and Technology, Gaithersburg, MD 20899.
127. ↑  Principia (1687), Ponderi proportionalem esse reperi per experimenta pendulorum accuratissime instituta
128. ↑  Max Jammer, Concepts of Mass in Classical and Modern Physics, (Dover, 1997), pp. 203
129. ↑  Max Jammer, Concepts of Mass in Classical and Modern Physics, (Dover, 1997), pp. 204

### 내용주
1. ↑  이 백금(90%)와 이리듐(10%)를 섞어 만든 가로, 세로 각 39mm의 원기둥은 현재 국제도량형총회에서 지정된 상태 하에 국제도량형국(BIPM)에 보관되어 있다.
2. ↑  이 정의는 미터법에 의한 것이다. 미터법은 1795년 4월 7일 프랑스 칙령때 공식적으로 받아들여졌다.
3. ↑  Holden, Norman E. (2004), “Atomic Weights and the International Committee—A Historical Review”, 《Chem. Int.》 26 (1): 4–7
4. ↑  자연운동에 관해서는 아리스토텔레스의 Physics 제 4권 8장을 참조하고, 강제운동에 관해서는 Physics 제 8권 5장을 참조하라.
5. ↑  “(영문)아리스토텔레스의 《물리학》 제 4권 8장”. 2012년 4월 2일에 원본 문서에서 보존된 문서. 2011년 11월 26일에 확인함.
6. ↑  아리스토텔레스는 데모크리토스의 이러한 생각이 아낙시고라스의 영향을 받았기 때문이라고 말한다. 그의 책 Physics 제 1권 4장에는 다음과 같은 말이 있다: "존재하지 않는 것에서는 아무것도 생겨나지 않는다."
7. ↑  “(영문)아리스토텔레스의<<물리학>>제 8권 10장”. 2011년 8월 10일에 원본 문서에서 보존된 문서. 2011년 11월 26일에 확인함.
8. ↑  임페투스에 관한 자세한 논의로는 다음과 같은 책들 A. Maier (1951). 《Zwei Grundprobleme der scholastischen Naturphilosophie, second edn.》., part II, A. Funkenstein (1971). 《Some Remarks on the Concept of Impetus and the Determination of Simple Motion》. 329-48쪽.을 참조하라.
9. ↑  갈릴레이의 역학에 관한 습작 <운동에 대해서>(De Motu)을 보면 갈릴레이 초기 역학이 아리스토텔레스의 역학에 대한 사유로서 시작되었다는 것을 알 수 있다. 이 책을 비롯하여 다른 그의 습작인 <Le Macaniche>가 함께 번역되어 I. E. Drabkin and S. Drake (1960). 《Galileo: On Motion and on Mechanics》. U. Wisconsin Pr.로 출판되었다.
10. ↑  일부 책에서는 갈릴레이가 이 두가지 균질한 운동 중 어느 것을 말하는 것인지 불분명하다고 밝힌다. 이러한 입장과 관련해서 James T.Cushing (1998). 《Philosophical concepts in physics》. Cambridge University Press., p.80를 참조하라. 다른 관점은 갈릴레오가 말하는 균질한 운동은 등속원운동이라는 것이다. 이 입장과 관련해서는 Johan Christaan Boudri (2002). 《What was mechanical about mechanics》. Springer., p.54,김영식 (2001). 《과학혁명, 전통적 관점과 새로운 관점》. 아르케., p.75를 참조하라. 어떠한 책에서는 사람들이 갈릴레오가 말하는 균질한 운동이 등속원운동으로 오해하고 있다고 서술하고 있다. 이것과 관련해서는 Frederick Suppe (1977). 《The Struectue of Scientific Theories》. University of Illinois Press., p.319-320를 참조하라.
11. ↑  Plato. 《Timaeus》., p. 40
12. ↑  C. Frisch 에디션 (1859). 《De immensitate shpaerae fixarum in hypothesibus Copernici: deque Novi Sideris Magnitude, Opera omnia》. Nam quietem quidem loci seu ambientis corporis affectant renitentia et quodam quasi pondere (quid ridetis coelestium inexperti philosophastri, rerum imaginarium copia locupletes, verarum egentissimi?), ex quo singulis suae obveniunt periodi temporum (nam quod motorem attinet, is unicus est et uniformiter movet).
13. ↑  C. Frisch가 정리한 저서집《Opera omnia, 제 1권》. 1858. 모든 천체는 그들이 발견되는 천상의 어느 곳에서도 자신의 위치를 고수하려는 성질을 가지고 있다. 원어: Für mein Person sage ich, dass die Sternkugeln diese Art haben, dass sie an einem jeden Ort dess Himmels, da sie jadesmal angetroffen werden, stillstehen würden, wann sie nicht getrieben werden solten., p. 590과 《Opera omnia, 제 1권》. 1896. 모든 천체구들은 자신의 물질성 때문에 장소를 옮겨갈 수 있는 능력이 결여되어 있다. 원어: Globus aliquid coelestis habet tamen ratione suae materiae naturalem adinamian transeundi de loco in locum, habet naturalem inertiam seu quietem qua quiescit in omni loco, ubi solitarius collocatur, p.341를 통해 케플러의 관성은 어디까지나 물체가 움직이지 않으려는 성질만을 언급함을 알 수 있다.
14. ↑  어떤 책에서는 데카르트의 역학이 관성질량의 개념이 발전되는데 장애물이 되었다고 주장한다. 이러한 주장에 대해서는 Max Jammer (1997). 《Concepts of mass in classical and modern physics》. Dover., p.59를 참조하라. 반면에 데카르트의 철학이 역학의 혁명에 있어서 공헌을 했다는 견해를 가진 책도 있다. 이 주장에 관해서는 김영식 (2001). 《과학혁명, 전통적 관점과 새로운 관점》. 아르케., p.81,131을 참조하라.
15. ↑  어떤 책에서는 데카르트의 역학이 관성의 개념을 배제했다고 주장한다. 이 주장과 관련해서는 Max Jammer (1997). 《Concepts of mass in classical and modern physics》. Dover., p.60를 참조하라. 반면에 데카르트의 역학이 관성의 원리를 기초로 해서 세워졌다고 주장하는 책도 있다. 이 주장에 관해서는 김영식 (2001). 《과학혁명, 전통적 관점과 새로운 관점》. 아르케., p.131와 R. S. Westfall (1971). 《Force in Newton's Physics》.의 제 2장을 참조하라.
16. ↑  이 외에도 데카르트의 <철학원리>와 뉴턴의 <프린시피아>에서는 여러 공통점들을 찾아볼 수 있다. 이것에 관한 논의로는 I.Bernard Cohen and Giulia Belgioioso (1990). 《Newton and Descartes》., pp.607-634
17. ↑  본문에서 언급한 내용과 관련해서는 다음 링크를 참조하라.“하위헌스의 <원심력에 대하여>”.
18. ↑  “(영문)하위헌스의 충돌하는 물체에 대하여”. Proposition IX를 참고하라.
19. ↑  이 무게의 중요한 특성은 장 리처(Jean Richer)와 에드먼드 핼리(Edmond Halley)등의 천문학자들에 의해 밝혀졌다. 그들은 파리와 런던을 오갈 때 진자시계가 같은 주기를 보이지 않는다는 것을 알아챘다. 이후 뉴턴은 그의 저서 프린키피아에서 진자의 무게의 변화 때문에 주기가 변함을 보였다.
20. ↑  에른스트 마흐는 그의 저서 Die Mechanik in ihrer Entwicklung(1883)의 2장 3절에서 뉴턴의 개념을 '안타깝다'고 말했다.
21. ↑  케플러는 관성의 크기에 영향을 미치는 두 요인이 물체의 부피와 밀도라고 말했다. 이에 대한 논의로는 C. Frisch (1858). 《Kepler, Opera omnia》., vol I, p.161참조.
22. ↑  아인슈타인은 1906년, 1907년, 1935년에 저술한 논문에서 다른 방법으로 질량-에너지 동등성을 유도하였다.